# Utah
Utah (en español arcaico: Yuta, pronunciado [ɟʝu.ta]; pronunciación en inglés: /ˈjuːtɑː/) es uno de los cincuenta estados que, junto con Washington D. C., forman los Estados Unidos de América. Su capital y ciudad más poblada es Salt Lake City.
Está ubicado en la región Oeste del país, división Montañas Rocosas. Limita al norte con Idaho, al noreste con Wyoming, al este con Colorado, al sureste con Nuevo México, al sur con Arizona y al oeste con Nevada. Con 12,57 hab/km² es el décimo estado menos densamente poblado, por delante de Nevada, Nebraska, Idaho, Nuevo México, Dakota del Sur, Dakota del Norte, Montana, Wyoming y Alaska, el menos densamente poblado. Fue el sexto más tardío en ser admitido en la Unión, el 4 de enero de 1896, como el estado número 45, por delante de Oklahoma, Nuevo México, Arizona, Alaska y Hawái.
Es famoso por albergar la sede de La Iglesia de Jesucristo de los Santos de los Últimos Días.
Utah es uno de los centros de transporte y telecomunicaciones más importantes del oeste estadounidense. Su capital es un importante centro financiero y comercial del Oeste estadounidense. La industria de manufactura y de alta tecnología son también importantes fuentes de renta del estado, así como la agricultura y la ganadería. Posee un sistema de educación y de salud nacionalmente renombrado. La principal fuente de renta, sin embargo, es el turismo. Sus bellezas naturales atraen al estado a millones de turistas cada año. Estas atracciones van desde grandes cadenas de montañas propicias a la práctica del esquí (en 2002 se celebraron en Utah los Juegos Olímpicos de Invierno) y de rocas que debido a la acción de la erosión fueron excavadas formando «puentes» rocosos, hasta el Gran Lago Salado —el mayor lago al oeste del río Misisipi, y que es cuatro veces más salado que el agua de mar—. Gran parte del estado posee un aspecto y un clima desértico.
El estado y su historia están marcados por la gran presencia de los mormones. El término «mormones» hace referencia como sobrenombre a los miembros de La Iglesia de Jesucristo de los Santos de los Últimos Días. Cerca del 60 % de la población de Utah son miembros de esta asociación religiosa, cuya sede central se encuentra en Salt Lake City. Sus primeros miembros se instalaron inicialmente en la región del actual estado de Utah en 1847, y llamaron a la región Deseret —que significa 'abeja obrera' en el lenguaje del Libro de Mormón—.
En 1848, por el Tratado de Guadalupe Hidalgo, Estados Unidos se anexionó Utah, después de su victoria sobre México durante la intervención estadounidense en México. El Congreso estadounidense creó el Territorio de Utah en 1850 —dando nombre al territorio por la tribu amerindia ute, 'pueblo de las montañas', que vivía en la región. El 4 de enero de 1896, Utah se convirtió en el 45° estado de los Estados Unidos.

## Toponimia
Utah toma su nombre de la palabra española Yuta, nombre con que los españoles denominaron a los indígenas yutas, hablantes del idioma shoshoni que habitaban en el actual valle del lago Utah. Este topónimo es la modificación de la palabra indígena qusutas, con la que el padre franciscano Gerónimo de Zárate Salmerón designó a este pueblo en el año 1620. Probablemente deriva de las lenguas apache occidentales o del pueblo jémez.

## Historia

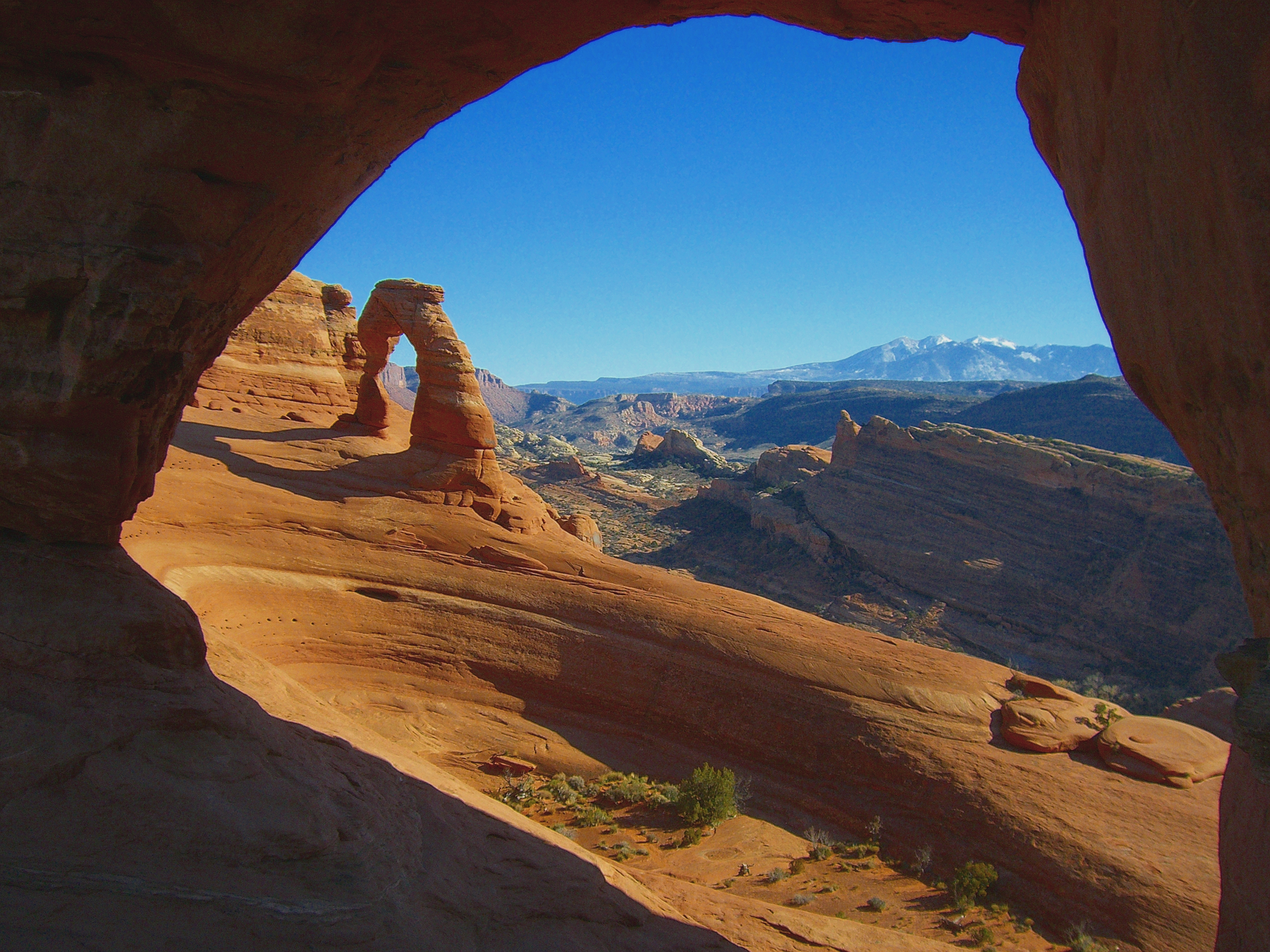
Arco Delicado, el arco más emblemático del parque nacional de los Arcos y uno de los símbolos más populares de Utah, además de imagen en las matrículas de automóviles del estado.

### Hasta 1849

#### Tribus amerindias
Dos tribus amerindias vivían en la región que constituye el actual estado estadounidense de Utah miles de años antes de la llegada de los primeros exploradores europeos. Estas tribus eran los anasazi y los fremonte. Estas tribus nativas americanas eran subgrupos de la etnia amerindia ute-azteca, y eran sedentarios. Los anasazi construían sus residencias a través de excavaciones en montes, y los fremontes construían casas de paja antes de desaparecer de la región alrededor del siglo XV. Otro grupo nativo americano, los navajos, se instalaron en la región alrededor del siglo XVIII. A mediados del siglo XVIII, otras tribus uto-aztecas, tales como los gosiute, los paiute, los shoshone y los ute, también se instalaron en la región. Estos cinco grupos estaban presentes cuando llegaron los primeros exploradores europeos.

#### Exploración española e incorporación a México
La región sur de Utah fue explorada por los españoles en 1540, al mando de Francisco Vázquez de Coronado, cuando buscaba la legendaria Cíbola. Tras la expedición de Juan María Antonio Rivera de 1765, en 1776 un grupo conducido por dos frailes franciscanos novohispanos —conocida como expedición de Domínguez y Escalante— dejó Santa Fe en 1776, esperando encontrar una ruta a las misiones de la costa de California. La expedición viajó hacia el lejano norte hasta el lago Utah y encontró a los residentes nativos. Los españoles realizaron más exploraciones en la región, pero no se interesaron por conquistar la zona debido a su naturaleza desértica. En 1821, con la secesión de México del Imperio Español, la región de Utah pasó a formar parte del naciente México, como parte integrante de la Alta California.
Tramperos comerciantes de pieles exploraron algunas regiones de Utah a principios de los años 1800. La ciudad de Provo fue llamada así por unos de esos hombres, Étienne Provost, que visitó el área en 1825. La ciudad de Ogden fue nombrada por un miembro de la Compañía de la Bahía de Hudson, Peter Skene Ogden que comerciaba con pieles en el Valle Weber. A finales de 1824 el estadounidense Jimmy Bridger se convirtió en la primera persona blanca en avistar el Gran Lago Salado, después de los exploradores europeos españoles, quienes previamente ya lo habían divisado. Debido a la gran salinidad de sus aguas, Bridger pensó que había encontrado el océano Pacífico. Posteriormente, sin embargo, se descubrió que este cuerpo de agua no pasaba de ser un gigantesco lago salado. Tras el descubrimiento del lago, cientos de comerciantes y cazadores fundaron puestos comerciales en la región, y en torno a la década de 1830, millares de personas, viajando desde el Este en dirección al oeste estadounidense, realizaban escalas en la región del Gran Lago Salado.

#### La llegada de los mormones. Intervención estadounidense en México
Los primeros estadounidenses en instalarse definitivamente en la región del Utah fueron los mormones. Los mormones son miembros de un grupo religioso denominado la Iglesia de Jesucristo de los Santos de los Últimos Días. Esta Iglesia había sido instituida en 1830, cerca de Fayette, Nueva York, por Joseph Smith. Después del asesinato de este, en 1844, Brigham Young se convirtió en líder de la mayoría de los mormones. Debido a la gran persecución religiosa que sufrían, los mormones comenzaron a trasladarse de una región a otra buscando libertad y tolerancia religiosa, pasando por Ohio, Illinois y Misuri. Sin embargo, por donde pasaban sufrían persecución religiosa. En 1846, Young decidió realizar una expedición al Centro-Oeste norteamericano, y buscar una región aislada y poco o no habitada, donde el grupo pudiera disfrutar de tolerancia religiosa. En 1847, Young y su expedición llegaron al Gran Lago Salado, donde se instalaron. Un año después, en 1848, por el Tratado de Guadalupe Hidalgo, Estados Unidos se anexionó Utah, después de su victoria sobre México durante la intervención estadounidense en México.
Young rápidamente planeó comunidades para los miembros de la iglesia. Las noticias del éxito del asentamiento en la región hicieron que miles de personas —principalmente mormones— se instalaran en la región del Gran Lago Salado y sus estuarios, especialmente al norte del actual estado, donde muchos se instalaron en valles y comenzaron a irrigar estos valles, propiciando la práctica de la agricultura. Sin embargo, los primeros años de asentamiento fueron difíciles —especialmente a causa de una gran plaga de saltamontes. Sin embargo, las gaviotas del Gran Lago Salado finalmente exterminaron los saltamontes. Desde entonces, la gaviota es el símbolo aviario de Utah, y se erigió un monumento en Salt Lake City en su homenaje.

### 1849-1896

#### Deseret y la creación del Territorio de Utah

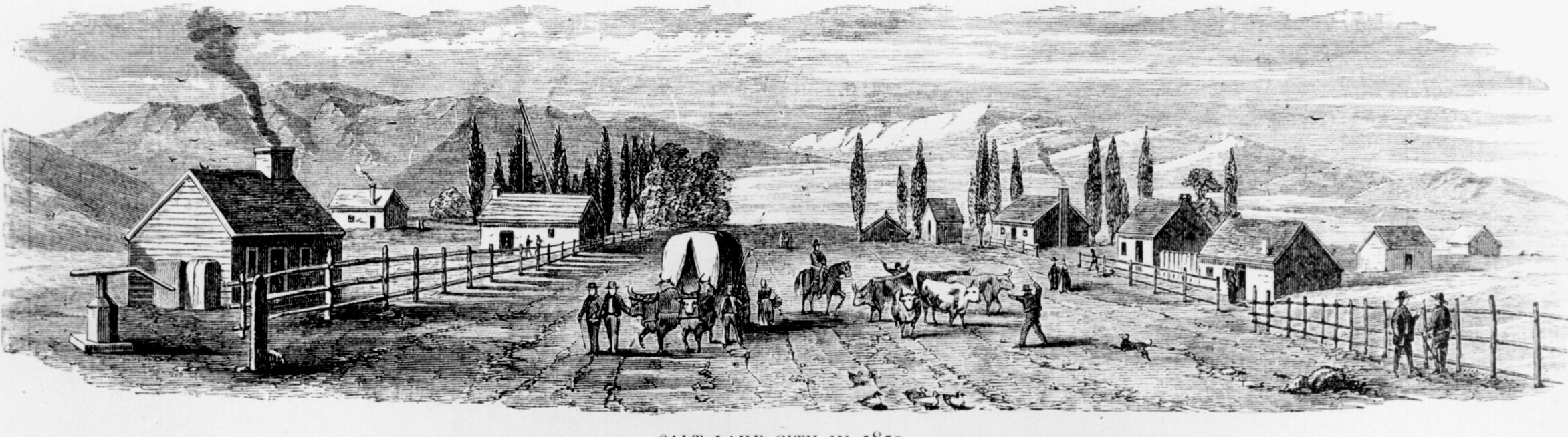
Salt Lake City en 1850

En 1849, los mormones crearon un estado provisional, al que denominaron Deseret, una extensión gigantesca que incluía territorio que actualmente forma parte de Colorado, Idaho, Wyoming, Nevada, Oregón, Arizona, Nuevo México y California. En el mismo año, los mormones también crearon la Compañía de Fondo Perpetuo para la Emigración. El fondo sufragaba el traslado de familias mormonas de otros países a Utah. Esto ayudó a aproximadamente 26 000 inmigrantes —aproximadamente el 36 % de los aproximadamente 73 000 mormones que emigraron de Europa a los Estados Unidos entre 1852 y 1887.
Durante 1849 y de 1850, los mormones presionaron al gobierno estadounidense para que Deseret fuera elevado a la categoría de estado, pero el Congreso rechazó estas peticiones; sin embargo, a causa de cuestiones relativas a la esclavitud en el país, el gobierno de los Estados Unidos creó el Territorio de Utah (con una extensión mucho menor) en 1850, denominado así "yuta" por los españoles proveniente de las tribus que vivían en la región. Aunque de mayor extensión que el actual estado, este territorio ya tenía por entonces los actuales límites norte y sur. Young se convirtió en el primer gobernador del territorio.
Hasta la década de 1850, las relaciones entre los nativos americanos de Utah y los mormones fueron buenas. Sin embargo, en 1853, un jefe indígena ute, Walkara (también llamado Walker), comenzó a atacar comunidades mormonas, iniciando la guerra de Walker, que se desarrolló durante un año, hasta que Young consiguió convencer a Walker de que terminara con los ataques.

#### La guerra de Utah y la masacre de Mountain Meadows
Gran parte del Congreso estadounidense, así como el propio presidente en la época, James Buchanan, querían quitar a los mormones del gobierno de Utah. Llegaron rumores hasta Washington de que todo el territorio estaba sublevándose. El presidente Buchanan, en 1857, decidió nombrar a Alfred Cumming de Georgia como nuevo gobernador del territorio. Fueron enviadas tropas para garantizar el cumplimiento de la sustitución, iniciando la guerra de Utah (también conocida en inglés como Utah Expedition o Buchanan's Blunder). Ante la ausencia de una notificación formal o de declaración de intenciones, Young y otros líderes mormones interpretaron el envío de tropas como una persecución religiosa y adoptaron una postura defensiva.
En septiembre de ese mismo año, un grupo de mormones, junto con un grupo de aliados nativos americanos, atacaron un grupo de unas 140 personas, de Arkansas y de Misuri, que se dirigían hacia California. Se suponía por los agresores que estas personas eran en su mayoría anti-mormones. Mataron a todos los viajeros, con excepción de los niños, a los que enviaron a vivir con familias mormonas (dos años después, reclamados por sus familiares, regresaron a Arkansas). Este incidente se conoce nacionalmente como la masacre de Mountain Meadows y es uno de los actos más controvertidos cometidos por miembros de la Iglesia. Algunos afirman que los oficiales de Salt Lake, incluido Young, ordenaron la masacre, mientras otros aseveran que Salt Lake no se enteró de la masacre hasta cuando fue demasiado tarde.
El presidente Buchanan había sido criticado por el Congreso estadounidense y por la población porque fracasó al no advertir a Young de su destitución, proveer de víveres adecuados a las tropas, o incluso de no investigar si era necesario el envío de tropas. El presidente quería acabar con la situación, y empezó a negociar con Young. Este aceptó su destitución y Cumming asumió el puesto. Aunque Young no fuera ya el gobernador de Utah, todavía era considerado como tal por los habitantes del territorio. Existieron grandes tensiones entre la población mormona y las tropas que ocuparon Utah durante tres años, y que abandonaron el territorio en 1861 con el advenimiento de la guerra civil estadounidense.

#### Utah adquiere sus fronteras actuales. La década de 1860
Durante la década de 1860, el gobierno estadounidense cedió parte del Territorio de Utah a otros nuevos territorios recién creados, como Colorado, Nevada y Wyoming. En 1868, Utah adquirió sus actuales límites territoriales. En 1865, se inició la guerra de Halcón Negro, un nuevo conflicto entre los mormones y la tribu nativo americana ute, liderada por el jefe indígena Halcón Negro. La guerra duró dos años, hasta 1867, periodo en el cual otras tribus nativas americanas se unieron a la causa de los utes: reconquistar las tierras capturadas por los mormones. En 1867, Halcón Negro, viendo que no tenía ninguna posibilidad de victoria, acordó rendirse ante el gobierno estadounidense. La mayoría de los nativos americanos de Utah fueron entonces ingresados en reservas indígenas. Ocasionales ataques de los nativos perduraron hasta 1873.

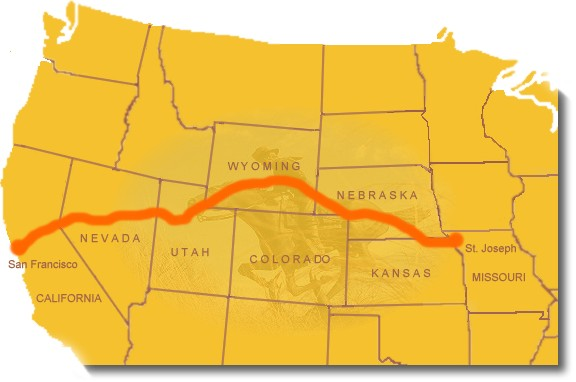
Mapa del Pony Express del Servicio Nacional de Parques.

Salt Lake City se convirtió en un centro de comunicaciones en 1860, con el inicio del transporte de correos del Pony Express entre Saint Joseph (Misuri) y Sacramento (California), con escala en Salt Lake City. El 24 de octubre de 1861 dos líneas de telégrafo, una procedente de Washington D. C. y la otra de San Francisco, fueron conectadas en Salt Lake City, inaugurando la primera línea de telégrafo transcontinental del país.
En 1862, el Congreso de los Estados Unidos aprobó una ley, válida para todo el país, que prohibía la práctica de la poligamia. El gobierno estadounidense envió este año un regimiento de voluntarios de California bajo el mando de Patrick E. Connor, quien en Utah, incentivó a sus soldados a buscar metales preciosos en la región. Connor, un antimormón, esperaba que dicho descubrimiento en la región, pudiera atraer a miles de no mormones a la zona, reduciendo así el poder de los mormones en Utah. En 1863, se descubrió oro y plata, aunque la inexistencia de una vía férrea en el territorio hizo que la extracción de estos metales fuera muy costosa. Pocas empresas se interesaron en la minería de estas reservas, y pocas personas se instalaron en Utah. En 1863, dos compañías ferroviarias iniciaron la construcción de dos vías férreas. La Central Pacific inició el tendido de una línea férrea partiendo de Sacramento en dirección al este y la Union Pacific inició la construcción de otra vía férrea, partiendo de Omaha (Nebraska) en dirección al oeste. El 10 de mayo de 1869, estas dos líneas se unieron en Promontory, completando la primera línea férrea transcontinental de los Estados Unidos. Rápidamente, otras vías férreas fueron construidas en Utah, la minería de metales preciosos explotó, y la población de Utah comenzó a crecer rápidamente. En 1870, Utah fue el segundo territorio en los Estados Unidos en conceder el derecho al voto a las mujeres, después de Wyoming, que lo había hecho en 1869. Este derecho fue eliminado por el Congreso en 1887 mediante la Edmunds-Tucker Act, pues se temía que las esposas de los polígamos votarían como su esposo les ordenara, y que crearan un estado en el que, parafraseando el conocido lema de «un hombre, un voto», se convirtiera en «un hombre, cinco votos». En 1895, las mujeres del estado recuperaron su derecho al sufragio.

#### El estado de Utah
Con el crecimiento de la población de Utah, la región comenzó a presionar al Congreso estadounidense para que Utah fuera elevado a la categoría de estado. Estas peticiones fueron nuevamente rechazadas, a causa de las costumbres polígamas del territorio (aunque realmente no todos los mormones tenían esa costumbre, que oscilaba entre el 5 y el 40 % de sus miembros, según la época y la zona). Durante la década de 1880 el gobierno estadounidense inició el cumplimiento de las leyes antipoligamia en Utah, con penas de cinco años de cárcel y fuertes sanciones económicas, y proporcionado un mecanismo para adquirir las propiedades de la Iglesia. Todos estos factores hicieron que en 1890, el líder de la Iglesia, Wilford Woodruff, declarara oficialmente que sus miembros no practicaban la poligamia. Según los mormones, su profeta Wilford Woodruff recibió una revelación venida de Dios de que la boda plural debería suspenderse.
En 1895, el gobierno territorial de Utah creó una nueva constitución, sujeta a la aprobación del Congreso de Estados Unidos. Esta nueva constitución declaraba ilegal la práctica de la poligamia. Además, impedía el control del gobierno de Utah por parte de cualquier asociación religiosa. Bajo estos términos, el Congreso ratificó la nueva constitución, y Utah se convirtió en el 45° estado estadounidense, el 4 de enero de 1896.

### 1896-actualidad

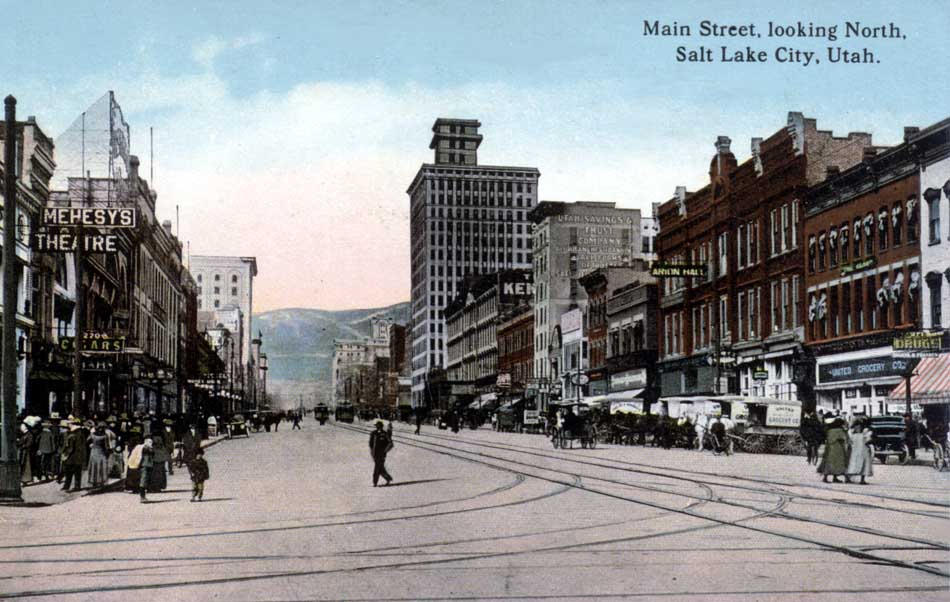
Centro de Salt Lake City a principios de los años 1900.

#### Despegue económico: el establecimiento de parques nacionales
Utah prosperó económicamente durante las dos primeras décadas del siglo XX. El estado se convirtió en un importante centro ganadero, con grandes rebaños bovinos y ovinos. Se continuaron construyendo nuevos ferrocarriles expandiéndose a lo largo del estado. La inauguración de un gigantesco proyecto del gobierno estadounidense en el estado en 1913, expandió drásticamente el área cultivable de Utah. La minería del cobre se convirtió en una de las principales fuentes de renta del estado, y diversas siderurgias fueron establecidas en la región.
Comenzando a principios de los años 1900, con el establecimiento de parques nacionales como el Cañón de Bryce y el Zion, Utah comenzó a hacerse conocido por su belleza natural. El sur de Utah se convirtió en un punto popular de rodaje para escenas áridas, escabrosas, y paisajes naturales como el Rainbow Bridge National Monument en el parque nacional de los Arcos y the Mittens de Monument Valley son reconocibles al instante por la mayoría de los residentes nacionales. Durante los años 1950, 1960 y 1970, con la construcción de la Red de Autopistas Interestatales de Estados Unidos, la accesibilidad a las áreas escénicas del sur se hizo más fácil.

#### La Gran Depresión y la recuperación económica
Utah fue uno de los estados estadounidenses más duramente castigados por la Gran Depresión de la década de 1930. La drástica caída de los precios de los productos agropecuarios, y el cierre de diversas minas hicieron que Utah poseyera una de las tasas de desempleo y de endeudamiento más altas del país a lo largo de la década. La economía de Utah solamente inició su recuperación después del inicio de la Segunda Guerra Mundial. Con la entrada de los Estados Unidos en la guerra, en 1942, Utah pasó por un proceso de gran industrialización, y el estado prosperó en gran medida. Utah se convirtió en uno de los mayores productores nacionales de misiles balísticos en la década de 1950. A lo largo de la década, grandes depósitos de uranio, petróleo y gas natural fueron descubiertos en Utah. Este proceso de industrialización perduró hasta la década de 1960, y Utah se convirtió en un gran centro siderúrgico. En 1963, sin embargo, la demanda de misiles balísticos en el país bajó de manera drástica, causando también una caída en los precios de los minerales del estado. Utah entró en un periodo de recesión económica que duró hasta el final de la década.

#### La crisis educativa de 1964
Tras el fin de la Segunda Guerra Mundial, el sistema de educación pública de Utah se enfrentó con diversos problemas, a causa del drástico crecimiento del mantenimiento de las escuelas durante las décadas de 1940 y 1950, hasta el inicio de la década de 1960. Educadores de Utah solicitaron la aprobación de un incremento de 25 millones de dólares para la educación. El estado pronto acordó aumentar el presupuesto estatal de educación en 11 millones de dólares, y creó un comité para estudiar las necesidades del sistema escolar de Utah. Esta comisión, en 1964, recomendó que el presupuesto anual de educación fuera aumentado en al menos 6 millones de dólares, petición que fue rechazada por el gobierno, que creía que esto arruinaría la economía del estado. Sin embargo, esta decisión hizo que el sindicato National Education Association (Asociación Nacional de Educación) iniciara un gran boicot a Utah, pidiendo que profesores de todo el país rechazaran trabajar en el estado. Con la aprobación en 1965 de un nuevo aumento del presupuesto de educación de 25 millones de dólares, el sindicato terminó sus protestas.

#### Utah como potencia turística

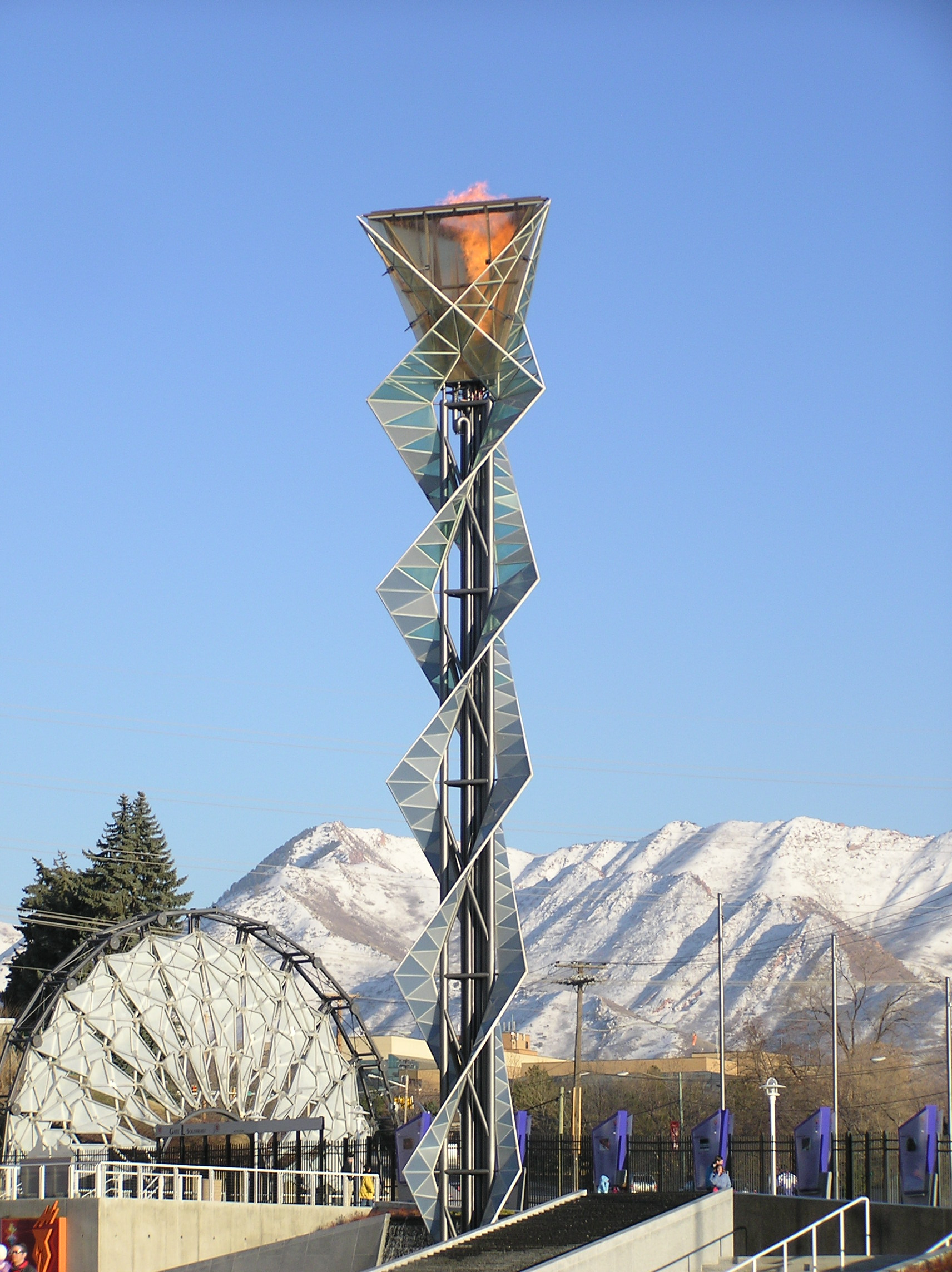
La llama olímpica durante los Juegos Olímpicos de Salt Lake City 2002.

Comenzando en 1939, con el establecimiento del Alta Ski Area, Utah se ha convertido en un punto mundialmente reconocido para la práctica del esquí. Durante el final de la década de 1950 y de 1960, el aumento de la población urbana de Utah hizo que la demanda de áreas recreativas a cielo abierto creciera de forma drástica, lo que favoreció la inauguración de diversos resorts de esquí en las numerosas cadenas montañosas del estado, y de otras áreas recreativas abiertas, por parte de empresas privadas y de órganos gubernamentales. La nieve seca, en polvo de la cordillera Wasatch está considerada como una de las mejores del mundo para esquiar. En el año 1995 Salt Lake City ganó la candidatura para celebrar los Juegos Olímpicos de Invierno de 2002, y estos han servido como un gran incentivo a la economía. Los recursos de esquí han aumentado en popularidad, y muchos de los locales olímpicos dispersados a través del Wasatch Front siguen siendo utilizados para acontecimientos deportivos. Este acontecimiento también espoleó el desarrollo del sistema ferroviario ligero en el valle del Lago Salado, conocido como TRAX, y la reconstrucción del sistema de autopistas sin peaje alrededor de la ciudad. Desde entonces, el turismo es la principal fuente de renta del estado.

#### ElsigloXXI
A finales del siglo XX, la población del estado creció rápidamente. Según el censo del 2000, Utah fue el cuarto estado de crecimiento más rápido (29,6 %) en los Estados Unidos entre 1990 y 2000. St. George, en el sudoeste, fue la primera área metropolitana de más rápido crecimiento en los Estados Unidos entre 2000 y 2006, y Provo-Orem la sexta. En los años 1970, el crecimiento era enorme en los suburbios. Sandy fue una de las ciudades de más rápido crecimiento en el país en esa época. A principios del siglo XXI, muchas áreas de Utah experimentan un gran crecimiento. Davis al norte, Salt Lake y Summit al sur y al oeste, y los condados de Tooele, Utah, Wasatch y Washington crecen todos muy rápidamente. El transporte y la urbanización son cuestiones primordiales en la política cuando el desarrollo consume tierra agrícola y áreas sin cultivar.

## Geografía

### Situación

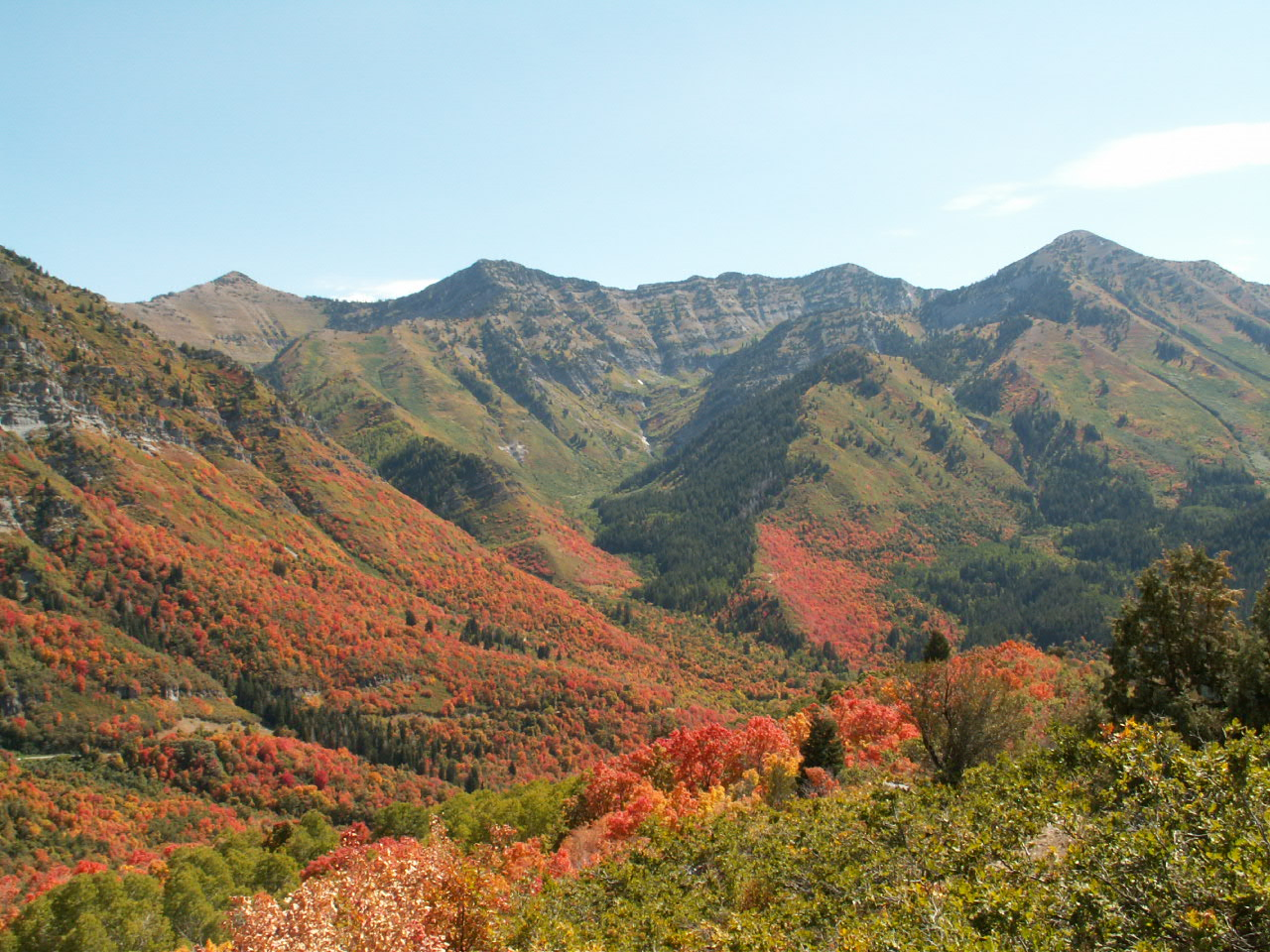
Vista de la cordillera Wasatch.

Utah limita al norte con los estados de Wyoming e Idaho, al sur con Arizona y en un único punto en el sudeste con Nuevo México, al este con Colorado y al oeste con Nevada. La esquina sudeste de Utah se une a las esquinas de Arizona, Nuevo México y Colorado en lo que se conoce como "las cuatro esquinas" y es el único lugar en los Estados Unidos donde cuatro estados se encuentran.

### Hidrografía
Los ríos de Utah afluyen en el Gran Lago Salado o en el río Colorado. Además de este último, otro gran río de Utah es el río Green, que desemboca en el Colorado. Los mayores ríos del estado son las principales fuentes de agua potable para la irrigación artificial de diversas áreas rurales del estado. El Gran Lago Salado es con diferencia el mayor lago del estado, y también el mayor lago del país al oeste del río Misisipi. Las aguas del Gran Lago Salado son más saladas que las aguas del océano Pacífico en las playas de Los Ángeles, debido al hecho de que no evacua cantidades significativas de agua ni por desagüe superficial ni por infiltración (este tipo de lagos se denominan endorreicos). Cuando el agua del lago se evapora, sales y otros sedimentos quedan en el lago. El hecho que el lago no posee drenaje es causa de problemas durante periodos de grandes lluvias, que frecuentemente causan crecidas en las áreas próximas al lago. Los desiertos cubren cerca de un tercio de todo Utah, y los bosques cubren el otro tercio.

### Relieve
Utah puede dividirse en tres grandes zonas geomorfológicas bien definidas:

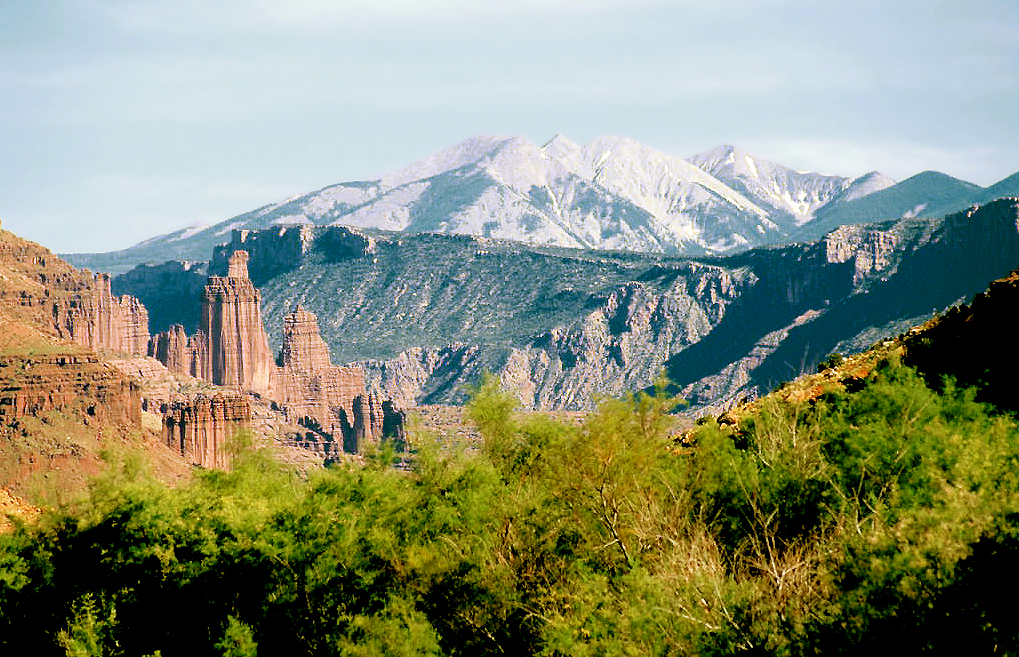
Sierra o Montes de La Sal en Utah

- Las Montañas Rocosas ocupan el nordeste del estado. Se caracteriza por su terreno montañoso, accidentado, y de gran altitud, y por ser la única cadena montañosa que discurre en sentido este-oeste. Las Montañas Rocosas son la zona donde se sitúa el punto más alto del estado, el Kings Peak, con 4123 metros de altitud.[2] Diversos picos de las Montañas Rocosas superan los 3000 metros de altitud en el estado. Aquí se sitúan gran parte de los bosques y de las estaciones turísticas de esquí de Utah. Dos ramales de las Rocosas se extienden por el borde nordeste del estado, las cordilleras Uinta y Wasatch.
- La región Basin and Range se caracteriza por su terreno relativamente poco accidentado, y por su clima desértico (una de las zonas más áridas de Estados Unidos). Ocupa todo el oeste de Utah, y se extiende a lo largo de varios estados. El Gran Lago Salado está localizado en el norte de esta región. El suelo de las regiones al sur del lago fue anteriormente el lecho del Gran Lago Salado. Este suelo es muy duro, compuesto por sales y sedimentos dejados por el lago. En la región se encuentra el punto menos elevado del estado, localizado en la esquina suroeste, con 610 metros de altitud.
- El altiplano del Colorado ocupa todo el centro-este, la mayor parte del sur y todo el sudeste de Utah. Se caracteriza por su terreno accidentado, cortado por grandes mesetas y valles profundos. Estas mesetas se encuentran a más de 3000 m sobre el nivel del mar.

### Clima
El clima en la mayor parte de Utah —especialmente en el oeste— es desértico o semiárido.
En invierno, la temperatura disminuye a medida en que se viaja al norte, y a medida en que la altitud de la región aumenta. En general, la temperatura media está por debajo de 0 °C en la mayor parte de Utah. Solamente el extremo sur del estado posee temperaturas medias en el invierno superiores a 0 °C. La media en el sur durante el invierno es de 1 °C y en Salt Lake City, de -6 °C. La media de las mínimas en el estado es de -12 °C, y de las máximas, de -4 °C. Días donde la temperatura está por debajo de -18 °C pueden esperarse en diversas áreas al menos una vez al año, pero generalmente duran poco. Las montañas del norte y este del estado sirven como barreras para las corrientes de aire frío procedentes del Polo Norte. La temperatura más baja registrada en Utah fue de -56 °C, en Peter's Sink, el 1 de febrero de 1985.

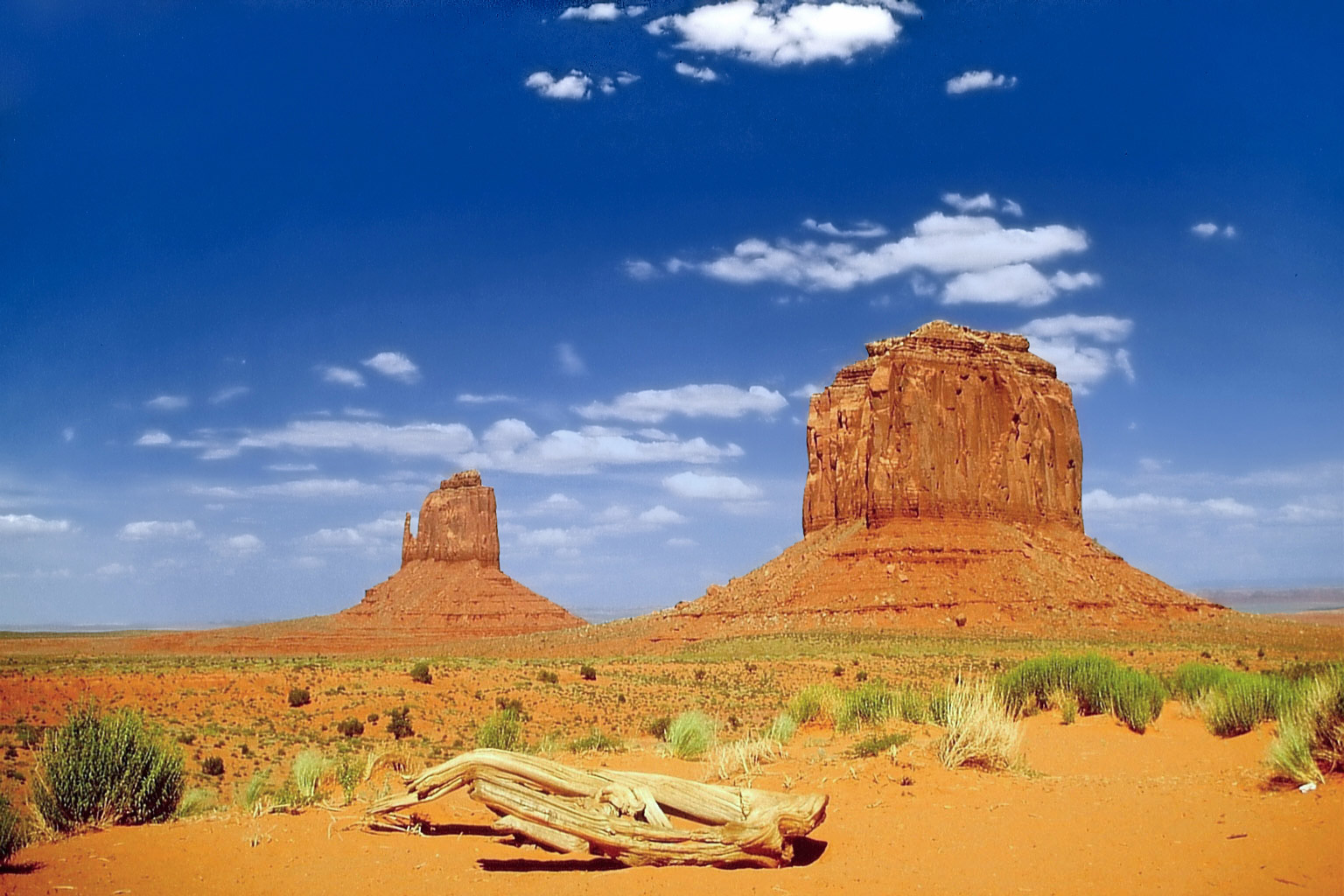
Paisaje desértico en el Monument Valley.

En verano, las temperaturas más altas se registran en el este y en el norte de Utah. La media es de 27 °C en Salt Lake City y de 20 °C en el centro-sur del estado. La media de las mínimas es de 15 °C, y la media de las máximas es de 31 °C. A causa del clima desértico, los extremos son habituales en los veranos del estado —las máximas fácilmente superan los 40 °C y las mínimas fácilmente caen por debajo de 10 °C. La temperatura más alta registrada en Utah fue de 47 °C, en St. George, el 5 de julio de 1985.
La mayor parte de Utah es árido y elevado. La mayor parte del este y del sur del estado recibe menos de 30 centímetros de precipitación media anual de lluvia por año, mientras que muchas áreas montañosas reciben más de 100 centímetros de precipitación media anual de lluvia. La mayor parte del oeste del estado recibe menos de 25 centímetros. La región del Gran Lago Salado es especialmente seca, recibiendo menos de 13 centímetros de lluvia por año.
La nieve es común durante el invierno en todo Utah excepto en el suroeste del estado —St. George, localizada el suroeste, por ejemplo, recibe sólo 8 centímetros de nieve por año, mientras Salt Lake City recibe 150 centímetros al año. Muchas áreas montañosas reciben unos 900 centímetros de nieve por año, y porciones de las montañas Wasatch reciben más de 1250 centímetros por año de nieve. Alta, un resort de esquí próximo a Salt Lake City, recibe 900 centímetros de nieve por año. La nieve es habitual entre el final de noviembre y marzo, en las regiones de menor altitud, y de octubre hasta mayo en las montañas. A menudo las montañas continúan cubiertas de nieve hasta el mes de julio.

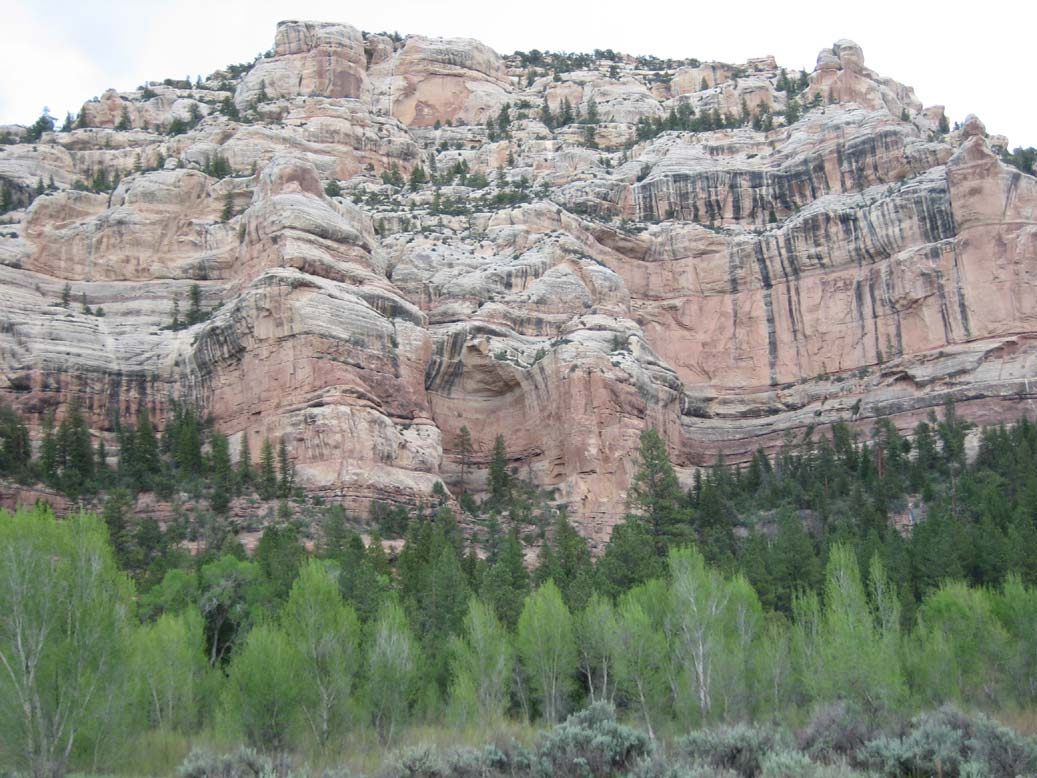
Vegetación en el Bosque nacional de Manti-La Sal en el condado de San Juan, Utah

| Cuadro climático de la ciudad de Salt Lake City |        |      |      |      |      |      |      |      |      |      |      |      |      |       |
| Estadística                                     | Unidad | Ene  | Feb  | Mar  | Abr  | May  | Jun  | Jul  | Ago  | Sep  | Oct  | Nov  | Dic  | Media |
| Temperatura media                               | °C     | -2,3 | 1,2  | 5,4  | 9,8  | 14,9 | 20,6 | 25,5 | 24,2 | 18,4 | 11,8 | 4,9  | -1,3 | 11,09 |
| Media de las máximas                            | °C     | 2,4  | 6,4  | 11,2 | 16,3 | 22,2 | 28,2 | 33,4 | 31,9 | 26,2 | 18,9 | 10,4 | 3,2  | 17,56 |
| Media de las mínimas                            | °C     | -7,1 | -4,1 | -0,3 | 3,3  | 7,6  | 13,0 | 17,6 | 16,6 | 10,6 | 4,6  | -0,6 | -5,8 | 4,62  |
| Media mensual precip. lluvia                    | mm     | 28,2 | 31,2 | 48,5 | 53,8 | 45,7 | 23,6 | 20,6 | 21,8 | 32,5 | 36,6 | 32,8 | 35,6 | 34,24 |
| Media mensual precip. nieve                     | cm     | 31,2 | 24,9 | 29,7 | 17,3 | 2,8  | 0,0  | 0,0  | 0,0  | 0,5  | 5,3  | 16,5 | 34,8 | 13,58 |

### Vegetación
Varios miles de plantas son nativas de Utah, incluyendo una variedad de árboles, arbustos, cactus, plantas herbáceas y hierbas. En 2018, había 3.930 especies de plantas en Utah, de las cuales 3.128 eran autóctonas y 792 introducidas por diversos medios.
Los árboles comunes incluyen pinos/piñones (abeto blanco, Colorado, de una sola hoja, Great Basin bristlecone, ponderosa, Engelmann spruce, Rocky Mountain white), y Acer grandidentatum, quaking aspen, bigtooth maple, Utah juniper, speckled alder, red birch, Gambel oak, desert willow, blue spruce, y árboles Joshua. Utah cuenta con varios árboles con nombre propio, como el enebro de Jardine, el álamo temblón (Populus tremuloides), y el árbol de las mil millas. Entre los arbustos se incluyen diversas efedras (pitamoreal, navajo, Arizona, Nevada, abeto de Torrey y té verde de Mormón), artemisas (pequeña, de Bigelow, plateada, ajenjo de Michaux, negra, pigmea, de yemas y de la Gran Cuenca), saúco azul, baya de servicio de Utah, cerezo y zumaque. El roble venenoso occidental, el zumaque venenoso y la hiedra venenosa occidental se encuentran en Utah.

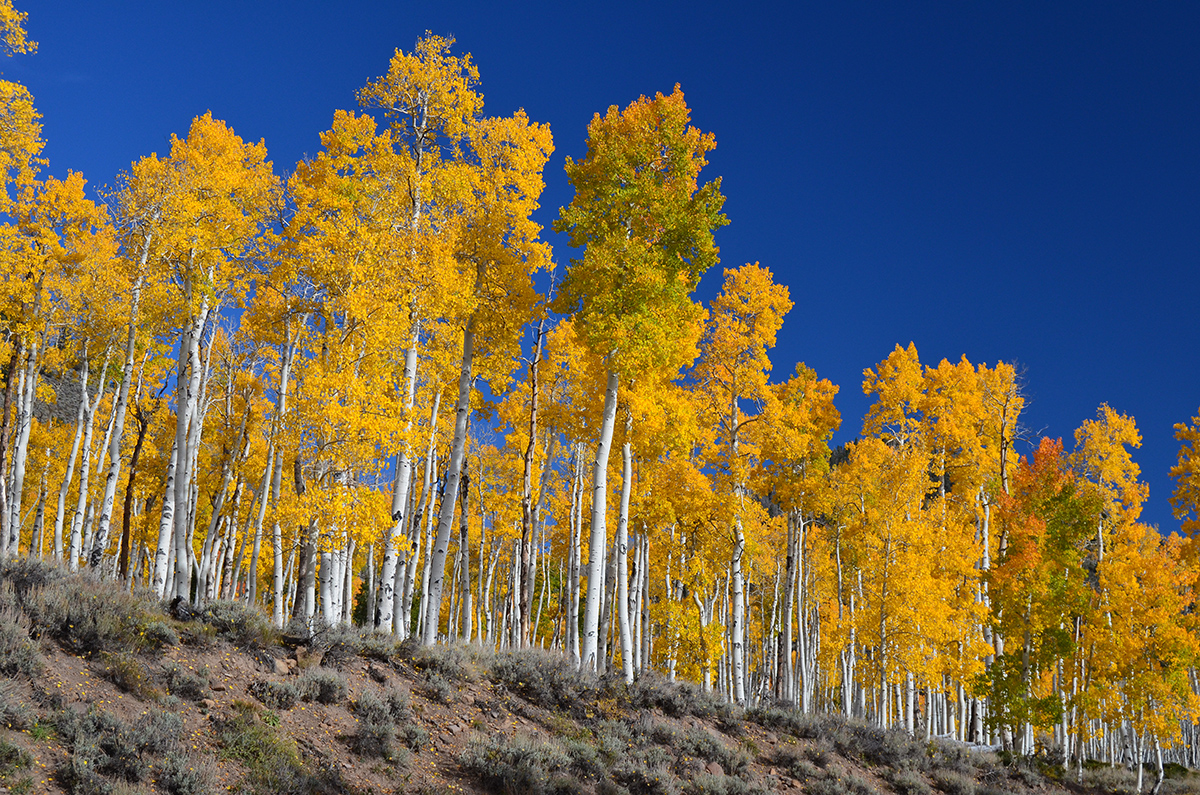
Álamo temblón (Populus tremuloides).

Hay muchas variedades de cactus en los variados desiertos de Utah, especialmente en las zonas sur y oeste del estado. Algunas de ellas son el higo chumbo del desierto, el cactus barril de California, el cactus anzuelo, la cholla, el higo chumbo cola de castor y el cactus sin gancho de la cuenca del Uinta. A pesar del clima desértico, en Utah hay muchas gramíneas diferentes, como el pasto aguja mormón, el pasto trigo bluebunch, el pasto alcalino occidental, la cola de ardilla, el pasto salado del desierto y el pasto tramposo.
Varias especies de plantas invasoras son consideradas malas hierbas nocivas por el estado, como la hierba Bermuda, la correhuela, el beleño, la hierba de cabra articulada, el cardo canadiense, el toadflax balcánico y común, la caña gigante, la grama, la hierba de San Juan, la cicuta, la hierba espada, el olivo ruso, el tártago mirto, el knotweed japonés, el cedro salado y la cabeza de cabra.

### Fauna

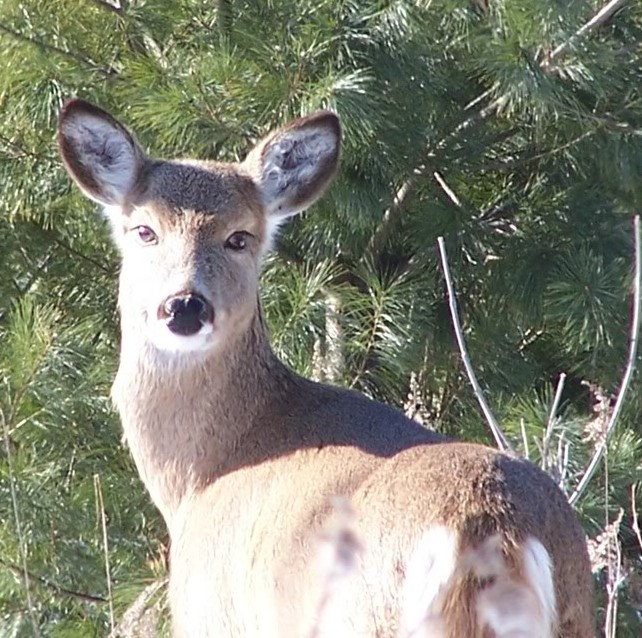
Un Venado de Cola Blanca (Odocoileus virginianus) en Utah

Utah alberga más de 600 animales vertebrados, así como numerosos invertebrados e insectos.
Los mamíferos se encuentran en todas las zonas de Utah. Entre los grandes mamíferos no depredadores se encuentran el bisonte de las llanuras, el alce, la cabra montés, el ciervo mulo, el berrendo, y varios tipos de borrego cimarrón. Entre los pequeños mamíferos no depredadores se encuentran la rata almizclera, y la nutria. Entre los mamíferos depredadores grandes y pequeños se encuentran el oso negro. el puma, el lince canadiense, el gato montés, el zorro (gris, rojo y kit), el coyote, el tejón, el hurón de patas negras, el visón, el armiño, la comadreja de cola larga, el mapache, y la nutria.
El oso pardo se encontraba antiguamente en Utah, pero ha sido extirpado. No hay parejas de apareamiento confirmadas de lobo gris en Utah, aunque ha habido avistamientos en el noreste de Utah a lo largo de la frontera con Wyoming.
En enero de 2020, había 466 especies incluidas en la lista oficial gestionada por el Utah Bird Records Committee (UBRC). De ellas, 119 están clasificadas como accidentales, 29 como ocasionales, 57 como raras y 10 han sido introducidas en Utah o Norteamérica. Once de las especies accidentales también están clasificadas como provisionales.
Debido al incidente del milagro de las gaviotas en 1848, el ave más conocida en Utah es la gaviota californiana, que es el ave del estado de Utah. Un monumento en Salt Lake City conmemora este acontecimiento, conocido como el "Milagro de las gaviotas". Otras gaviotas comunes en Utah son la gaviota de Bonaparte, la gaviota de pico anillado y la gaviota de Franklin.

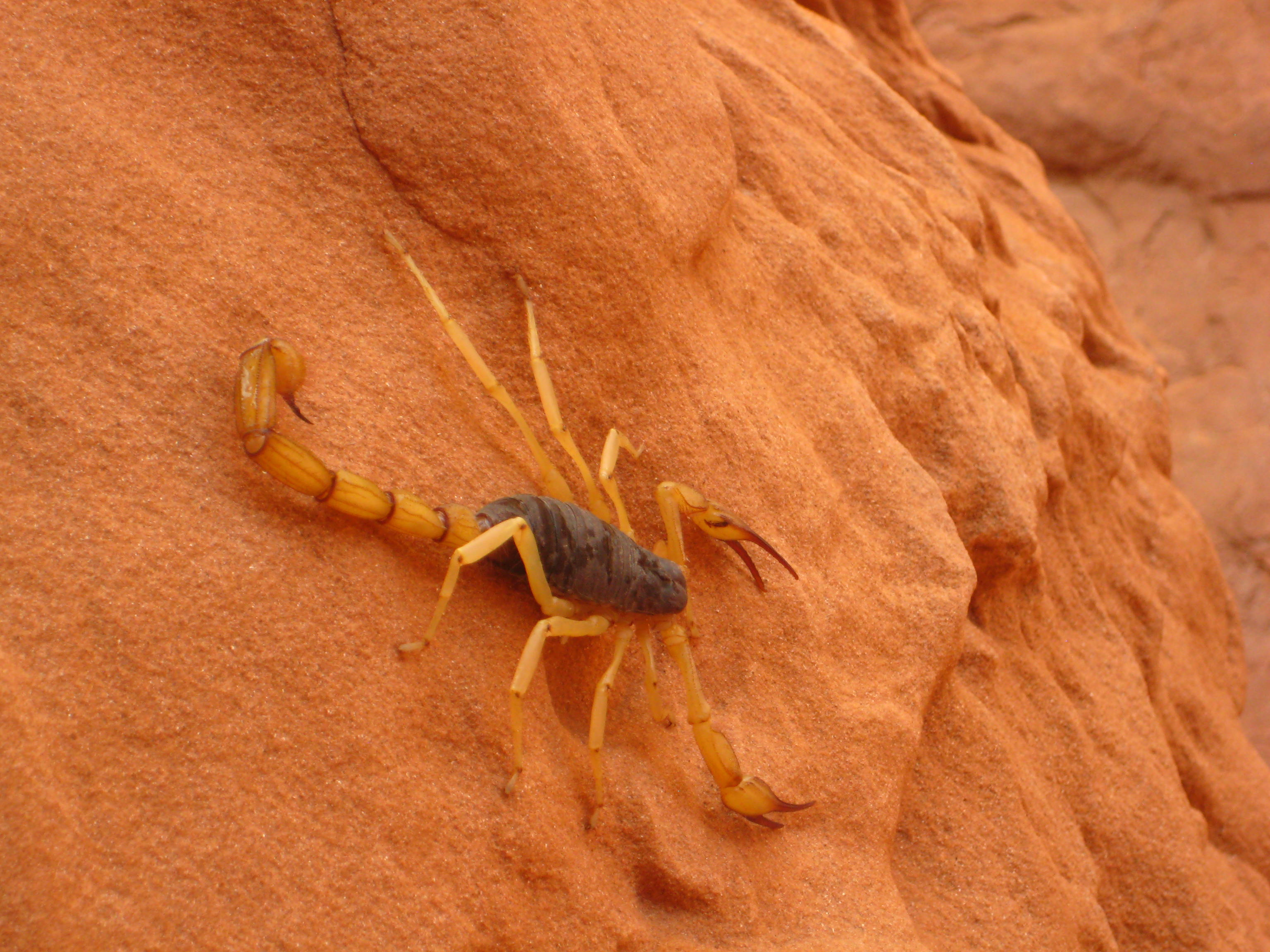
Escorpión peludo gigante del desierto en el Parque Nacional Arches, Utah

Otras aves comunes son el petirrojo americano, el estornino pinto, los pinzones (rosado negro, de Cassin, y jilguero), la urraca de pico negro, las palomas de luto, los gorriones (doméstico, arbóreo, de mentón negro, de garganta negra, de Brewer, y picapinos, somormujo lavanco, halcón ferruginoso, ánsares (nival, carrasqueño, y canadiense), águilas (real y calva), codorniz de California, pájaro azul de montaña y colibríes (calíope, carrasqueño, y de cola ancha).
Utah alberga una gran variedad de arácnidos, insectos, moluscos y otros invertebrados. Entre los arácnidos se incluyen el escorpión de corteza de Arizona, la araña viuda negra occidental la araña cangrejo, la araña vagabunda (Tegenaria agrestis), la araña del sótano, la araña americana de la hierba, la araña cochinilla del bosque.  Varias arañas encontradas en Utah son a menudo confundidas con la araña reclusa parda, incluyendo la araña reclusa del desierto (encontrada sólo en el condado de Washington), la araña del sótano y la araña tejedora de grietas. La araña reclusa parda no ha sido confirmada oficialmente en Utah hasta el verano de 2020.
Uno de los insectos más raros de Utah es el escarabajo tigre de las dunas de arena rosa coralina, que sólo se encuentra en el Parque Estatal de las Dunas de Arena Rosa Coralina, cerca de Kanab. En 2012 se propuso su inclusión en la lista de especies amenazadas. pero la propuesta no fue aceptada. Otros insectos son los saltamontes, la chinche apestosa verde, el gusano cortador del ejército, la mariposa monarca y la mariposa fritillaria mormona.

## Administración y política

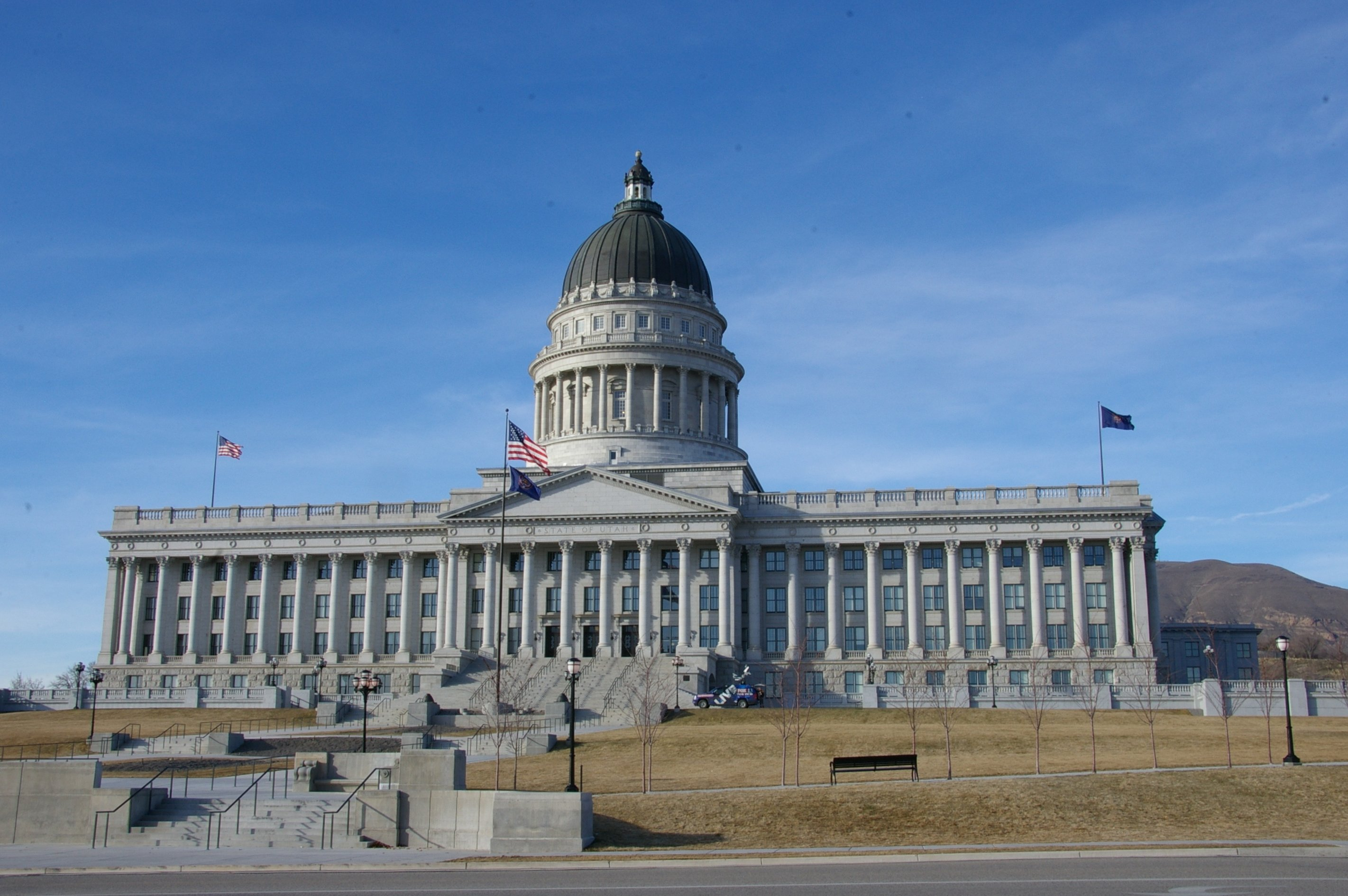
Vista del Capitolio estatal de Utah, en Salt Lake City.

Mansión del Gobernador de Utah

La actual Constitución de Utah fue adoptada en 1895. Las enmiendas a la Constitución son propuestas por el Poder Legislativo de Utah y para ser aprobadas, necesitan ser ratificadas por al menos el 51 % del Senado y de la Cámara de Representantes del estado, en dos votaciones consecutivas, y posteriormente por el 51 % o más del electorado de Utah, en un referéndum. La población del estado también puede proponer enmiendas a la Constitución a través de una iniciativa popular con una recogida de firmas, donde son necesarias al menos la firma del 10 % de las personas que votaron en el último referéndum o elección estatal de gobernador realizada en el estado. Si este acto de recogida de firmas consigue un mínimo del 10 % de firmas, esta enmienda necesita entonces recibir los votos de al menos el 51 % de los votantes en dos referéndums consecutivos. Si esta enmienda es aprobada por el 51 % o más de los votantes en ambas votaciones, la enmienda es automáticamente aprobada. Las enmiendas también pueden ser propuestas e introducidas por convenciones constitucionales, que necesitan recibir al menos la aprobación del 66,7 % de los votos de ambas Cámaras del Poder Legislativo y el 51% de los electores del estado en un referéndum.
Cerca del 50 % del presupuesto del gobierno de Utah proviene de impuestos estatales. El resto proviene de presupuestos recibidos del gobierno nacional y de préstamos. En 2002, el gobierno del estado ingresó 10 107 millones de dólares, habiendo generado 8468 millones de dólares. La deuda pública de Utah es de 4729 millones de dólares. La deuda per cápita es de 2039 dólares, el valor de los impuestos estatales per cápita es de 1693 dólares, y el valor de los gastos gubernamentales per cápita es de 4358 dólares.

### División de poderes
El principal oficial del Poder Ejecutivo de Utah es el gobernador. Este es elegido por la población del estado para mandatos de hasta cuatro años de duración. El puesto de gobernador no tiene establecido un límite de mandatos. Desde 1896 todos los gobernadores han sido mormones.
El Poder Legislativo de Utah está constituido por el Senado y por la Cámara de Representantes. El Senado posee un total de 29 miembros, mientras que la Cámara de Representantes posee un total de 75 miembros. Utah está dividido en 29 distritos senatoriales y en 75 distritos representativos. Los electores de cada distrito eligen un senador/representante, que representará tal distrito en el Senado/Cámara de Representantes. El mandato de los senadores es de cuatro años, y de los miembros de la Cámara, de dos años. El cargo de senador o representante tampoco tiene límite de mandatos. Aunque los mormones sólo representan el 60 % de la población, constituyen el 80 % de los cargos electos.
El más alto Tribunal del Poder Judicial del estado es la Corte Suprema de Utah, compuesta por cinco jueces. Utah también posee ocho tribunales de distrito, que poseen uno o dos jueces cada uno. Otras cortes son tribunales juveniles y el Tribunal de Apelación (Court of Appeals), la segunda corte más alta de la judicatura del estado, tras la Corte Suprema de Utah. Todos los jueces de la judicatura de Utah son propuestos por el gobernador, y aprobados por el Senado estatal. Periódicamente, el Senado examina las actuaciones de los jueces, pudiendo reelegirlos al final de sus mandatos, u optar por su sustitución.

### Política
En gran medida, a causa de la Iglesia de Jesucristo de los Santos de los Últimos Días, Utah es uno de los estados más conservadores y republicanos del país. El estado está dominado por el partido republicano. Los mormones componen cerca del 60 % de la población de Utah, pero aproximadamente el 80 % de los miembros del Legislativo del estado son ocupados por mormones. Igualmente todos los gobernadores del estado desde 1896 han sido mormones. 
Históricamente la fuerza política del estado estuvo relativamente dividida entre los republicanos y los demócratas. Desde la década de 1960, sin embargo, los republicanos han pasado a dominar cada vez más la política del estado, tanto a nivel estatal como nacional. Desde 1964 la población del estado no ha votado mayoritariamente a un candidato demócrata en las elecciones presidenciales estadounidenses, lo que convierte a Utah en uno de los más sólidos bastiones republicanos. Utah fue el mejor estado para los republicanos en las elecciones de 1976, 1980, 1984, 1988, 1996, 2000 y 2004.
En 1992, Utah fue el único estado en la nación donde el candidato demócrata Bill Clinton terminó por detrás tanto del candidato republicano George H. W. Bush como del candidato independiente Ross Perot. En 2004, George W. Bush consiguió el apoyo de todos los condados del estado —su victoria en Utah fue la mayor en todo el país. Bush obtuvo la totalidad de los 5 votos electorales a los que Utah tiene derecho, obteniendo el 71,5 % de los votos de los electores del estado. Sin embargo, el partido demócrata aún posee fuerza política en la región metropolitana de Salt Lake City, que abarca aproximadamente la mitad de la población del estado.
La población de Utah tiende a tener puntos de vista conservadores en la mayoría de las cuestiones políticas y la mayoría de los ciudadanos con derecho a voto del estado están registrados como republicanos.

## Demografía
El centro de la población (punto geográfico más cercano a todos los habitantes, por término medio) de Utah está localizado en el condado de Utah en la ciudad de Lehi. De acuerdo con el censo de los Estados Unidos de 2010, la población del estado era de 2 763 885 habitantes, lo que supuso un incremento del 23,8 % con respecto al censo del año 2000.
La mayor parte de la población vive en villas y ciudades a lo largo del Wasatch Front, una región metropolitana que discurre de norte a sur con la cordillera Wasatch que se eleva en el lado Este. El resto del estado es sobre todo rural y páramo. Utah tiene el porcentaje más alto de población que comparte una única afiliación religiosa que cualquier otro estado del país.

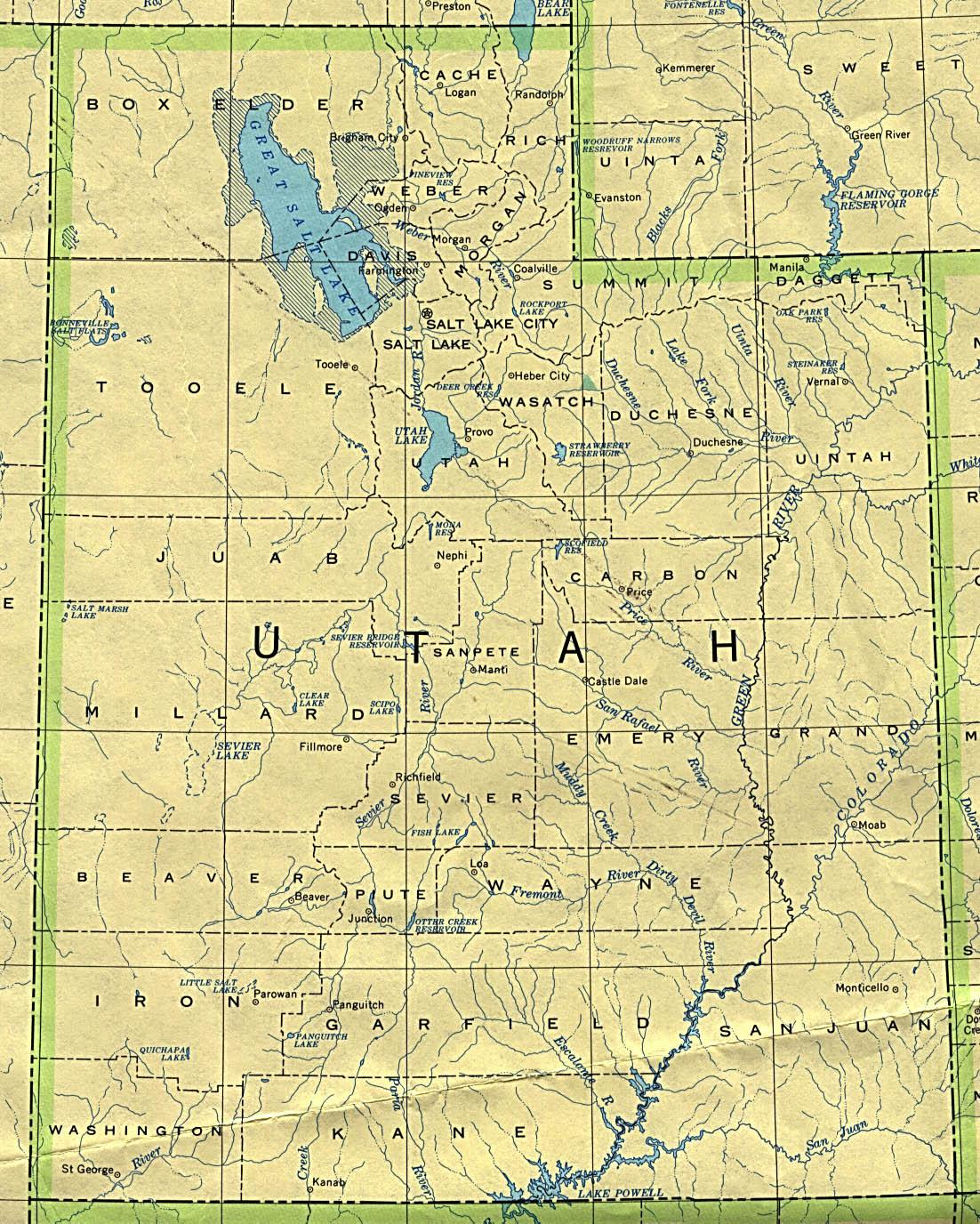
Mapa de Utah y de sus 29 condados.

Utah contiene cinco áreas metropolitanas (Logan, Ogden-Clearfield, Salt Lake City, Provo-Orem, y St. George).

### Raza y ascendencia
| Raza y etnias                             | Alone | Alone | Total | Total |
| ----------------------------------------- | ----- | ----- | ----- | ----- |
| Blancos (NH)                              | 75.3% | 75.3  | 78.9% | 78.9  |
| Iberoamericanos                           | —     |       | 15.1% | 15.1  |
| Asiáticos                                 | 2.4%  | 2.4   | 3.6%  | 3.6   |
| Negros                                    | 1.1%  | 1.1   | 1.8%  | 1.8   |
| Estadounidenses de las islas del Pacífico | 1.1%  | 1.1   | 1.7%  | 1.7   |
| Nativos                                   | 0.9%  | 0.9   | 1.8%  | 1.8   |
| Otros                                     | 0.4%  | 0.4   | 1.1%  | 1.1   |

| Demografía de Utah                                                                          | Demografía de Utah | Demografía de Utah | Demografía de Utah | Demografía de Utah | Demografía de Utah |
| Por raza                                                                                    | Blanca             | Negra              | AIAN*              | Asiática           | NHPI*              |
| ------------------------------------------------------------------------------------------- | ------------------ | ------------------ | ------------------ | ------------------ | ------------------ |
| 2000 (población total)                                                                      | 95,20 %            | 1,14 %             | 1,84 %             | 2,20 %             | 0,97 %             |
| 2000 (Solo hispana)                                                                         | 8,62 %             | 0,16 %             | 0,26 %             | 0,08 %             | 0,05 %             |
| 2005 (población total)                                                                      | 95,01 %            | 1,32 %             | 1,69 %             | 2,40 %             | 0,95 %             |
| 2005 (Solo hispana)                                                                         | 10,39 %            | 0,23 %             | 0,26 %             | 0,10 %             | 0,05 %             |
| Incremento 2000–05 (población total)                                                        | 10,37 %            | 28,78 %            | 2,04 %             | 21,00 %            | 8,53 %             |
| Incremento 2000–05 (sólo no hispana)                                                        | 8,09 %             | 23,37 %            | 0,78 %             | 20,69 %            | 8,43 %             |
| Incremento 2000–05 (sólo hispana)                                                           | 33,30 %            | 61,74 %            | 9,53 %             | 28,88 %            | 10,45 %            |
| * AIAN es Nativo Americano o Nativo de Alaska; NHPI es Nativ Hawaiano o Isleño del Pacífico |                    |                    |                    |                    |                    |

Los mayores grupos de ascendencia del estado son:
- 29,0 % ingleses
- 11,5 % alemanes
- 6,8 % estadounidenses (la mayoría de ascendencia británica)
- 6,5 % daneses
- 5,9 % irlandeses
- 4,4 % escoceses
- 4,3 % suecos

La mayoría de los habitantes de Utah son de ascendencia norte europea.

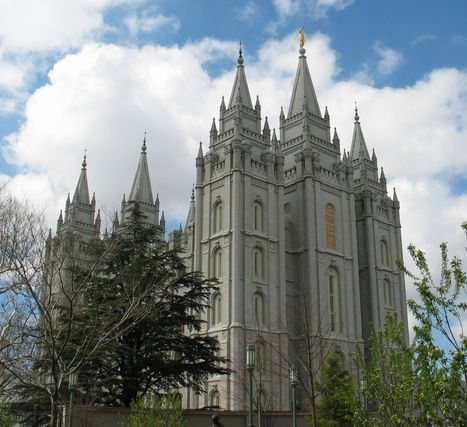
El Templo de Salt Lake City de la Iglesia de Jesucristo de los Santos de los Últimos Días, el templo principal de la Manzana del Templo de Salt Lake City.

### Religión
La mayoría de los residentes del estado son miembros de la Iglesia de Jesucristo de los Santos de los Últimos Días, comúnmente llamados mormones. En 2004,  eran miembros de dicha Iglesia el 62,4 % de la población de dicho estado. El diario Salt Lake Tribune ha predicho que los mormones ya no serán mayoría en el estado, no solo en Salt Lake City, aproximadamente en el año 2030, aunque la Iglesia de Jesucristo de los Santos de los Últimos Días refutó las conclusiones del Salt Lake Tribune publicando sus estadísticas de fin de año de 2006 en enero de 2008, mostrando que 1,8 millones de habitantes (el 72 % de la población) están registrados en sus archivos.

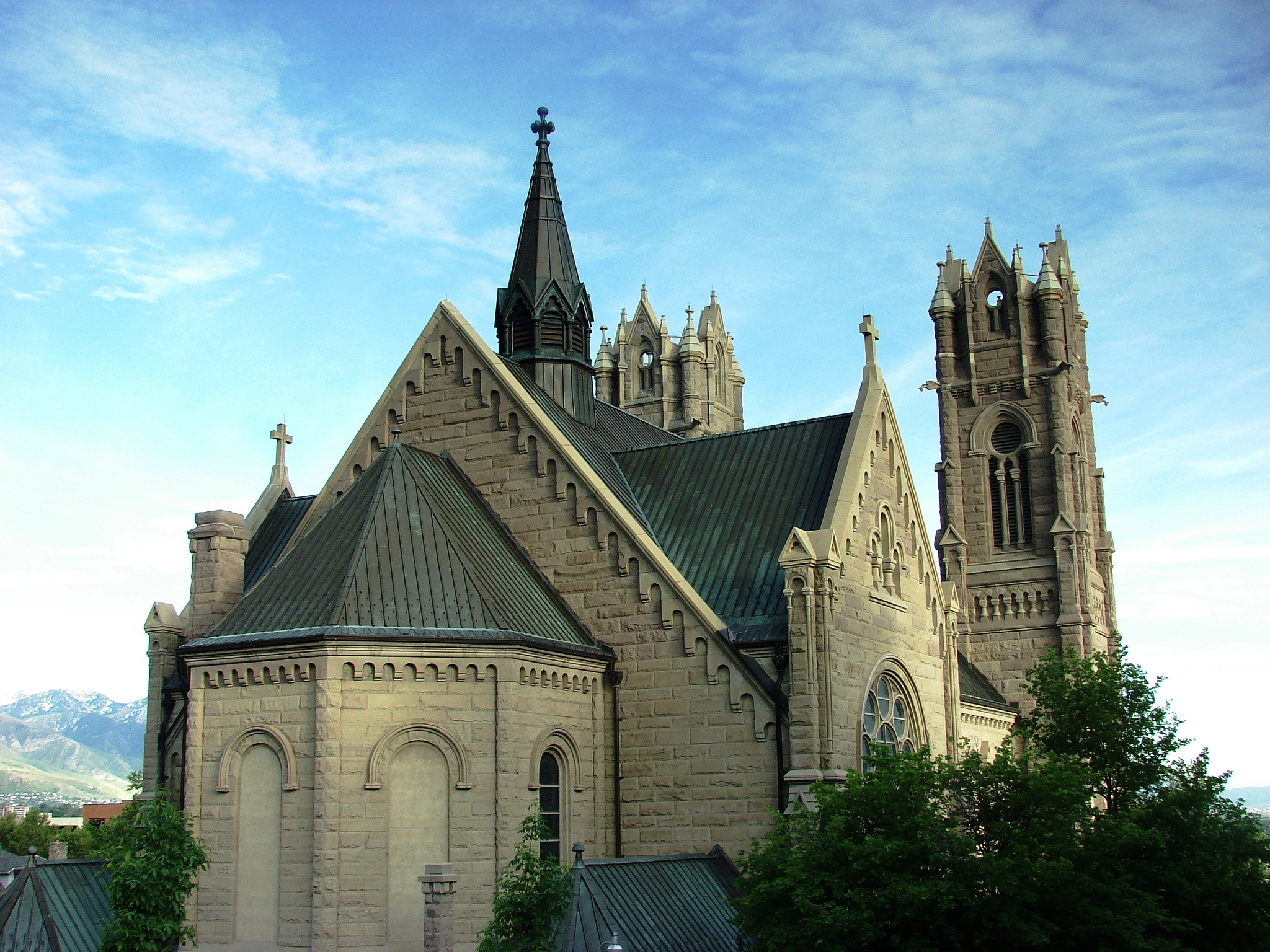
Catedral de la Magdalena en Salt Lake City

La Iglesia de Jesucristo de los Santos de los Últimos Días ha tenido históricamente una fuerte influencia en Utah, contribuyendo a la actitud restrictiva del estado hacia el alcohol y el juego, y sobre su alto índice de natalidad (25 % más alto que el promedio nacional; el más alto de todos los estados de los Estados Unidos), y el menor porcentaje de madres solteras de la nación.
Según datos de la diócesis católica de Salt Lake City (Diœcesis Civitatis Lacus Salsi) esta atendía para 2020 al 10% de la población del estado con unos 324.988 católicos (10,0% de 3.249.879 de habitantes en el estado) en 219.887 km² con 48 parroquias, 61 sacerdotes (58 diocesanos, 3 religiosos), 83 diáconos, 25 religiosos laicos (3 hermanos, 22 hermanas) y 9 seminaristas. Dentro de los límites de la diócesis funcionan además 3 escuelas católicas.
Porcentaje de la población de Utah por afiliación religiosa:
- Mormones - 55 %
- Sin religión - 23 %
- Católicos - 5 % (o 10%)[72]
- Otros protestantes - 13 %
- Otras religiones - 4 %

### Edad y sexo
Debido a su alto índice de natalidad total, Utah tiene la población más joven del país. El 49,9 % de la población son mujeres y el 50,1 % hombres. La estimación en 2007 de la distribución de edad en Utah es la siguiente:
| Edad        | Población EE. UU. | % población EE. UU. | Población Utah | % población Utah |
| ----------- | ----------------- | ------------------- | -------------- | ---------------- |
| < 5 años    | 20 724 125        | 6,87                | 255 708        | 9,67             |
| de 5 a 13   | 35 970 646        | 5,7                 | 395 605        | 14,95            |
| de 14 a 17  | 17 206 962        | 5,7                 | 165 509        | 6,26             |
| de 18 a 24  | 29 492 415        | 9,78                | 327 682        | 12,39            |
| 16 años o > | 236 468 212       | 78,4                | 1 912 595      | 72,3             |
| 18 años o > | 227 719 424       | 75,5                | 1 828 508      | 69,12            |
| de 15 a 44  | 126 258 301       | 41,86               | 1 201 809      | 45,43            |
| de 45 a 64  | 76 586 836        | 25,39               | 517 603        | 19,57            |
| > 65 años   | 37 887 958        | 12,56               | 233 982        | 8,85             |
| > 85 años   | 5 512 298         | 1,83                | 31 032         | 1,17             |
| Total       | 301 621 157       |                     | 2 645 330      |                  |

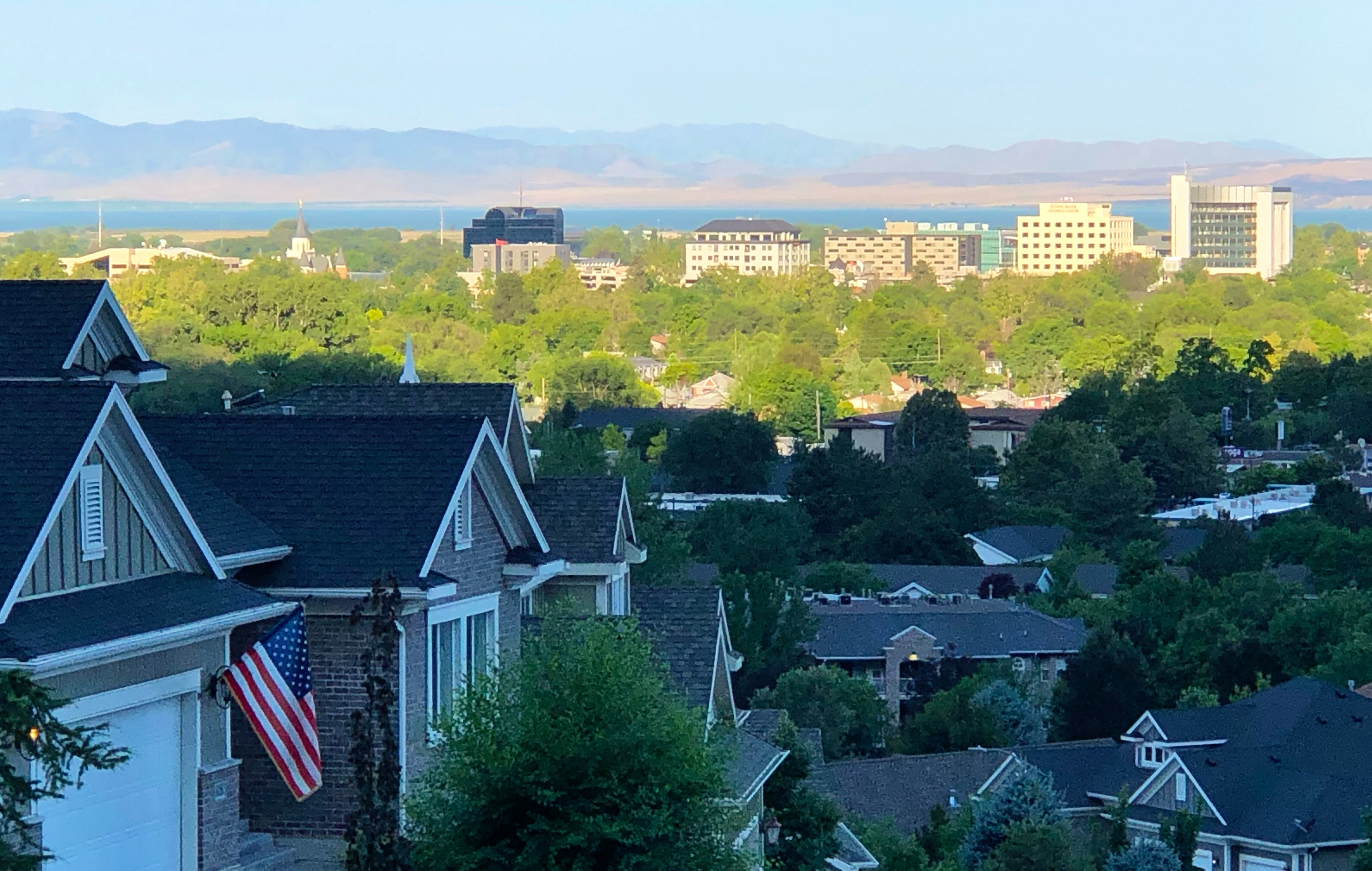
Vista de la ciudad de Provo en Utah

Fuente: Oficina del Censo de los Estados Unidos, state population estimates-characteristics, 1 de julio de 2007.

### Principales ciudades
El gobierno de Utah divide las ciudades del estado en clases, que varían de acuerdo con la población de la ciudad en cuestión. Las de primera clase poseen más de 100 000 habitantes, las de segunda clase de 65 000 a 100 000, las de tercera de 30 000 a 65 000, las de cuarta de 10 000 a 30 000, las de quinta de 1000 a 10 000 y las ciudades secundarias (towns), menos de 1000 habitantes. 
Las ciudades de mayor clase poseen más poderes y responsabilidades que las ciudades de clases menor. Los condados están encargados de suministrar la mayoría de los servicios gubernamentales a las ciudades de más pequeña categoría que a las ciudades de categoría más elevada, que son de responsabilidad de la ciudad. La mayor parte de las ciudades principales (cities) de Utah están gobernadas por un alcalde y por un consejo municipal, o por un administrador y por un consejo. Las ciudades de menor clase solamente pueden ser gobernadas por un consejo, sin alcalde o administrador.

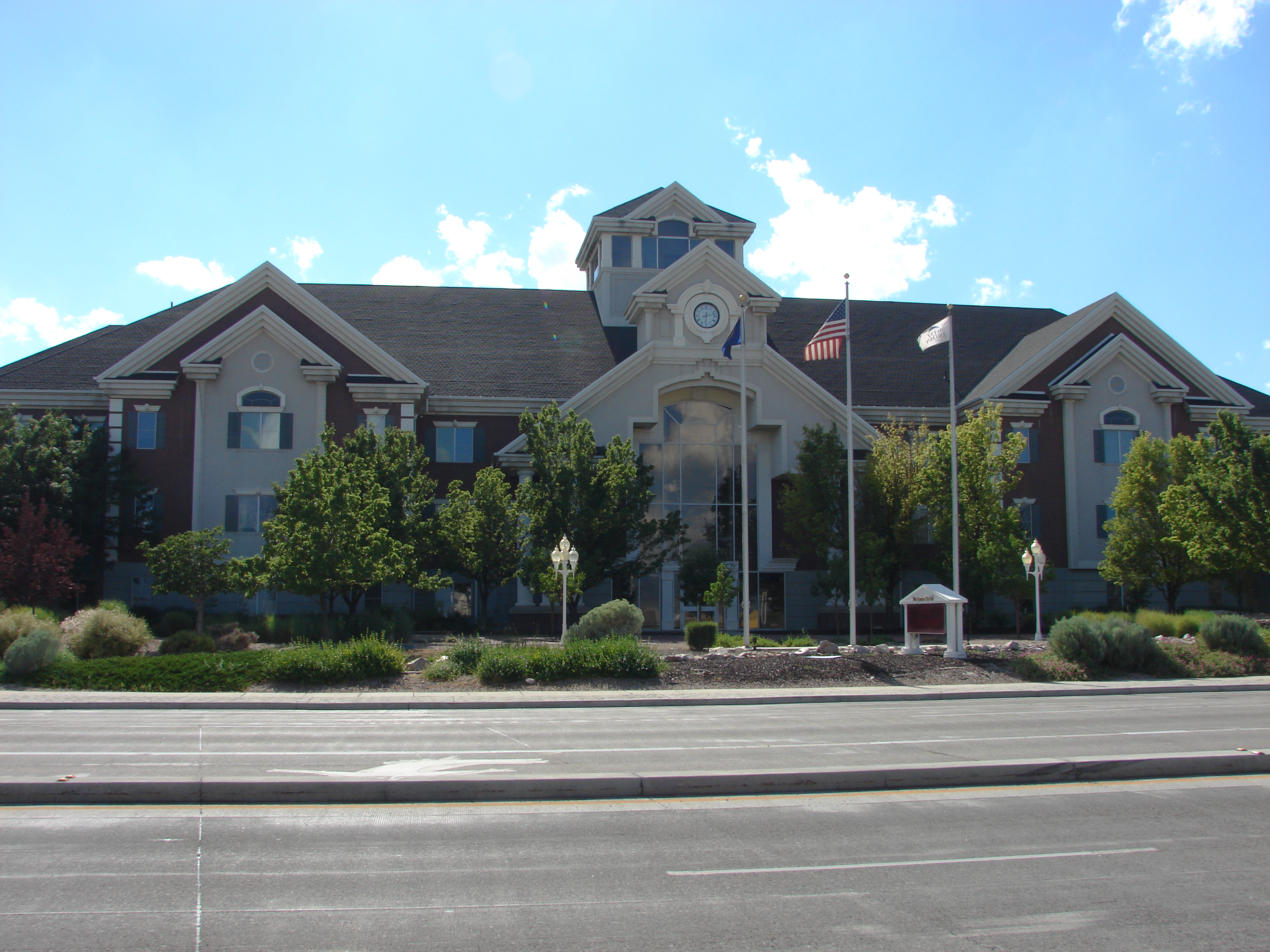
Oficinas del gobierno de la ciudad de West Jordan, Utah

| Posición | Ciudad           | Población (2010) | Superficie terrestre (km²) | Densidad de población (hab./km²) | Condado    |
| -------- | ---------------- | ---------------- | -------------------------- | -------------------------------- | ---------- |
| 1        | Salt Lake City   | 186 440          | 287,8                      | 647,8                            | Salt Lake  |
| 2        | West Valley City | 129 480          | 92,1                       | 1405,9                           | Salt Lake  |
| 3        | Provo            | 112 488          | 107,9                      | 1042,5                           | Utah       |
| 4        | West Jordan      | 103 712          | 84,1                       | 1233,2                           | Salt Lake  |
| 5        | Orem             | 88 328           | 47,4                       | 1863,5                           | Utah       |
| 6        | Sandy            | 87 461           | 59,2                       | 1477,4                           | Salt Lake  |
| 7        | Ogden            | 82 825           | 70,2                       | 1179,8                           | Weber      |
| 8        | St. George       | 72 897           | 182,3                      | 399,9                            | Washington |
| 9        | Layton           | 67 311           | 57,0                       | 1180,9                           | Davis      |
| 10       | Taylorsville     | 58 652           | 28,1                       | 2087,3                           | Salt Lake  |

### Condados
Utah está dividido en 29 condados. Estos condados son gobernados por consejos compuestos por tres miembros, uno de ellos elegido para mandatos de cuatro años de duración y el tercero para mandatos de dos años de duración. Este consejo está encargado de supervisar los diferentes departamentos del condado. La gran mayoría de los condados de Utah poseen un Ejecutivo y un Legislativo que operan de forma independiente —con excepción del condado de Salt Lake.

### Educación
La primera escuela de Utah fue una tienda fundada por los mormones en un asentamiento en el valle del Lago Salado, en 1847. El énfasis puesto en la educación por parte de los mormones hizo que unas 200 escuelas fueran creadas en sólo dos décadas en la región que posteriormente constituiría el estado de Utah. Estas escuelas, a pesar de ser fundadas por la Iglesia de Jesucristo de los Santos de los Últimos Días, solamente suministraban educación a los niños cuyas familias tenían la posibilidad de pagar por la educación. Fue solamente en 1866 cuando se fundó la primera escuela pública del estado. Todas las escuelas de enseñanza elemental pasaron a ser públicas por un decreto del gobierno del Territorio de Utah en 1877. En 1884, una convención constitucional creaba un sistema de educación secundaria público en el territorio, aunque este tipo de escuelas no fueron un requisito obligatorio para los distritos escolares de Utah hasta 1911.
Actualmente Utah posee una de las tasas más altas de graduados de enseñanza secundaria del país. Todas las instituciones educativas del estado necesitan seguir reglas e instrucciones dictadas por el Consejo Estatal de Educación de Utah. Este consejo controla directamente el sistema de escuelas públicas del estado, que está dividido en diferentes distritos escolares. El consejo está constituido por quince miembros elegidos por la población y dos miembros más elegidos por un Consejo de Regentes. Cada ciudad de segunda clase, varias de las mayores ciudades de tercera clase, y cada condado, es atendida por un distrito escolar.

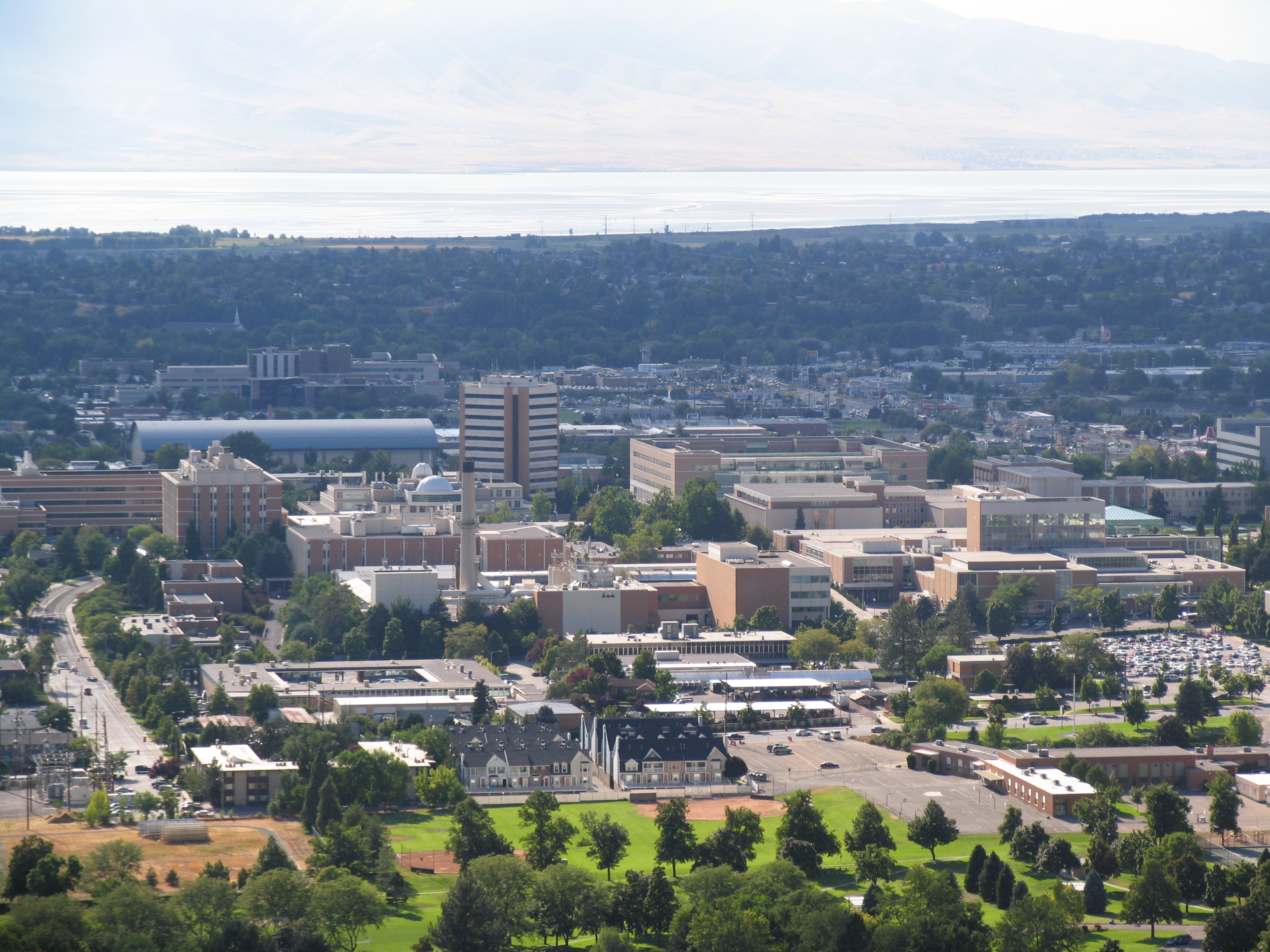
La Universidad Brigham Young, en Provo.

En las ciudades, la responsabilidad de administrar las escuelas es del distrito escolar municipal, mientras que en regiones menos densamente habitadas, esta responsabilidad es de los distritos escolares que operan en todo el condado en general. Utah permite la operación de las denominadas "escuelas chárter" —escuelas públicas independientes, que no son administradas por distritos escolares, pero que dependen de presupuestos públicos para su funcionamiento. La atención escolar es obligatoria para todos los niños y adolescentes con más de seis años de edad, hasta la conclusión de la enseñanza secundaria o hasta los diecisiete años de edad.
En 1999, las escuelas públicas del estado atendieron a cerca de 480 300 estudiantes, empleando aproximadamente a 21 800 profesores. Las escuelas privadas atendieron a cerca de 12 600 estudiantes, empleando aproximadamente a 1100 profesores. El sistema de escuelas públicas del estado consumió cerca de 2026 millones de dólares, y el gasto de las escuelas públicas fue de aproximadamente 4500 mil dólares por estudiante. Cerca del 89,4 % de los habitantes del estado con más de 25 años de edad poseen un diploma de enseñanza secundaria.
La primera biblioteca de Utah fue creada durante la década de 1850. En 1897, una ley estatal cedía fondos para la creación de bibliotecas públicas, siendo la primera inaugurada al año siguiente, en Salt Lake City. Actualmente, el estado posee setenta sistemas de bibliotecas públicas, que mueven anualmente una media de 11 libros por habitante. Todas las ciudades con más de mil habitantes poseen al menos una biblioteca pública.
Utah es un gran centro de educación superior. El estado posee una de las tasas más altas de personas que estudian en institutos de educación superior en el país, en relación con la población del estado. El Consejo de Regentes, compuesto por dieciséis miembros, más dos miembros sin derecho a voto, que son representantes del Consejo de Educación de Utah, administra el sistema de universidades y facultades públicas del estado. La primera institución de educación superior fundada en Utah fue la Universidad de Utah, fundada en 1850, en Salt Lake City. Utah posee actualmente veinticinco instituciones de educación superior, de las cuales diez son públicas y quince son privadas. Se destacan, además de la Universidad de Utah, la Universidad Brigham Young, situada en Provo, y que es una de las mayores universidades privadas en Estados Unidos, la Universidad Estatal de Utah y la Universidad del Sur de Utah.

### Idioma
El idioma oficial del estado de Utah es el inglés. El inglés de Utah es principalmente una fusión de dialectos norteamericanos y del medio oeste llevados al oeste por los miembros de la Iglesia SUD, cuyo dialecto original de Nueva York incorporó posteriormente rasgos del noreste de Ohio y del centro de Illinois. Conspicua en el habla de algunos en el valle central, aunque menos frecuente ahora en Salt Lake City, es una fusión cord-card, de modo que las vocales /ɑ/ y /ɔ/ se pronuncian igual antes de una /ɹ/, como en las palabras cord y card.
En el año 2000, el 87,5% de todos los residentes del estado de cinco años o más sólo hablaban inglés en casa, lo que supone un descenso respecto al 92,2% de 1990. El español que no es oficial ha tenido un aumento sostenido en el número de hablantes al menos desde 1980 pasando de 2,84% a 9,94% según datos de 2016.
| Lengua  | 1980    | 1990    | 2000    | 2010    | 2016    |
| ------- | ------- | ------- | ------- | ------- | ------- |
| Inglés  | 92,59 % | 92,25 % | 87,54 % | 85,91 % | 85,33 % |
| Español | 2,84 %  | 3,34 %  | 7,43 %  | 9,32 %  | 9,94 %  |
| Alemán  | 0,90 %  | 0,72 %  | 0,60 %  | 0,39 %  | 0,30 %  |
| Chino   | 0,22 %  | 0,27 %  | 0,30 %  | 0,41 %  | 0,50 %  |
| Navajo  | 3,46    | 0,54 %  | 0,44 %  | 0,39 %  | 0,27 %  |
| Otras   | 3,46    | 2,87 %  | 3,69 %  | 3,59 %  | 3,65 %  |

## Economía

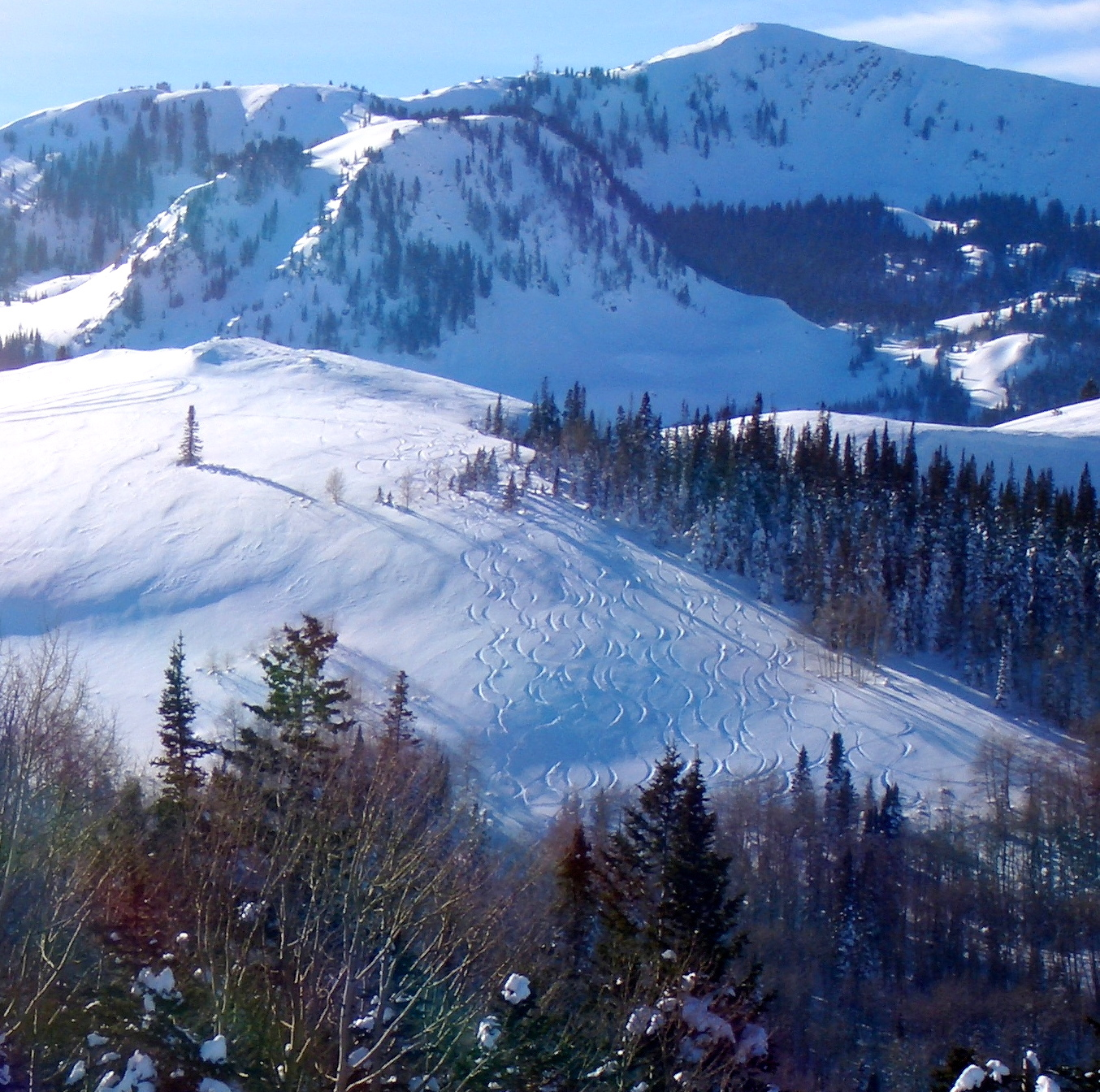
Las grandes y elevadas cadenas montañosas, y la gran cantidad de precipitación de nieve por año, son una de las principales atracciones turísticas del estado.

Según datos de la Universidad de Utah el producto estatal bruto en 2005 fue de 92 000 millones de dólares o el 0,74 % del producto interno bruto de los Estados Unidos, que fue de 12,4 billones de dólares en ese año. La renta per cápita fue de 36 457 dólares en 2005 (la 2.ª más baja entre los 50 estados de la Unión). La tasa de desempleo en 2008 fue del 4,3 %.

### Sector primario
El sector primario supone un 1 % del PIB de Utah. El estado posee 15 000 granjas, que ocupan cerca de un quinto de su territorio. Gran parte de este terreno se utiliza sólo para la práctica de la ganadería. La mayor parte de las granjas de Utah están irrigadas artificialmente. Sin riego artificial, la práctica de la agricultura en la mayor parte del estado sería imposible. Juntas, la agricultura y la ganadería, suponen el 1 % del PIB del estado, y emplean aproximadamente a 19 000 personas. Utah posee grandes rebaños bovinos y ovinos. Los principales productos agropecuarios producidos en Utah son la carne y la leche bovina y ovina, así como manzanas, melocotones y cerezas. El principal vegetal cultivado en Utah es la patata. Los efectos de la pesca y de la silvicultura son mínimos en la economía del estado.

### Minería y sector energético
Los principales productos mineros extraídos en el estado son el cobre, el petróleo —concentrado en el este del estado— y el uranio.
Aproximadamente el 95 % de la electricidad generada en el estado se produce en centrales termoeléctricas a carbón. El resto se produce principalmente en centrales hidroeléctricas.

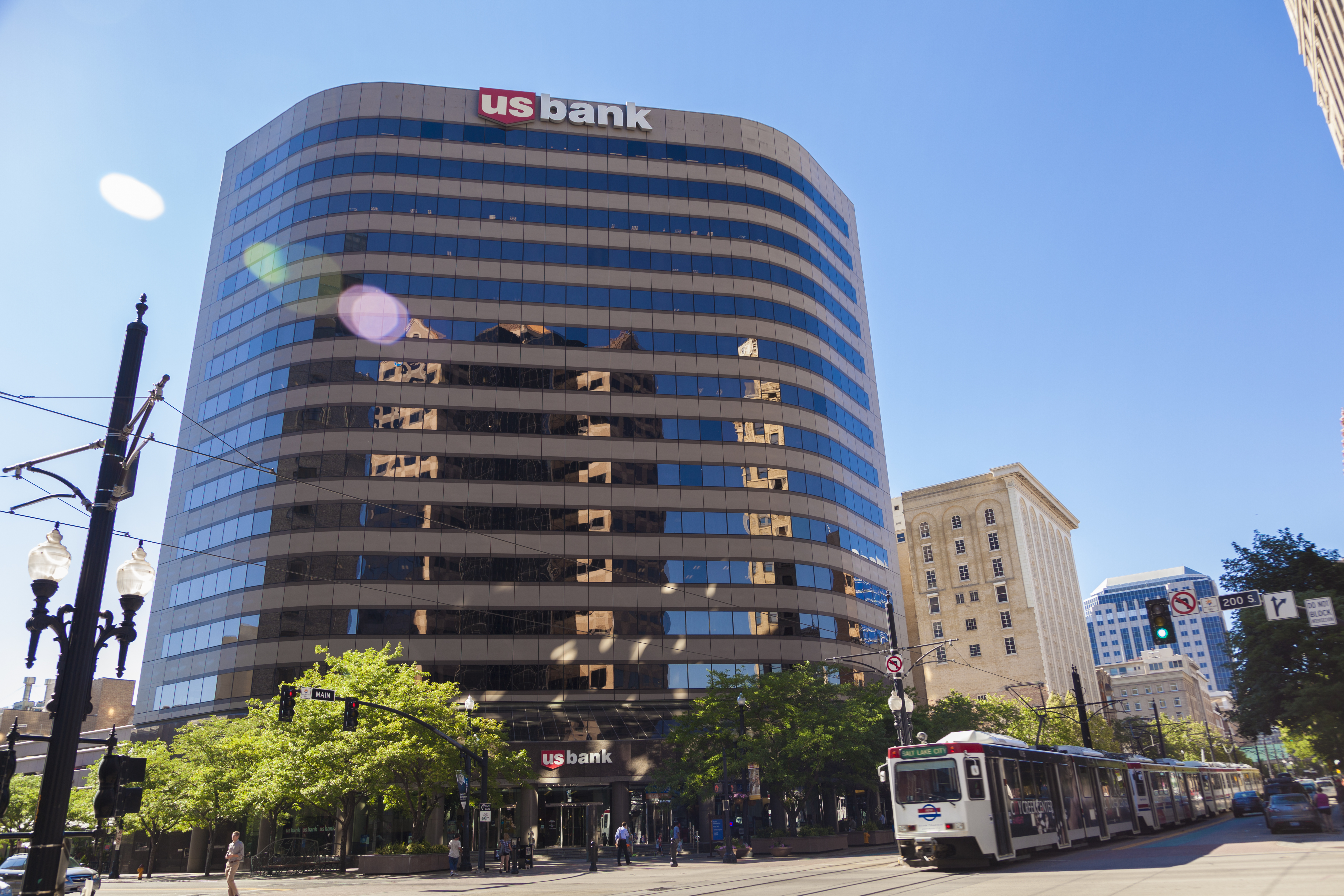
El edificio del US Bank antes el Wells Fargo Plaza

### Sector secundario
El sector secundario supone el 20 % del PIB de Utah. La industria de manufactura responde por el 12 % del PIB del estado y emplea aproximadamente a 140 000 personas. El valor total de los productos fabricados en el estado es de 13 000 millones de dólares. Los principales productos industrializados fabricados en el estado son ordenadores y equipamientos electrónicos, metales procesados, alimentos industrialmente procesados y equipamientos de transporte. La industria de la construcción responde por el 6 % del PIB del estado, empleando aproximadamente a 97 000 personas. La minería supone el 2 % del PIB, empleando a cerca de 9300 personas.

### Sector terciario
El sector servicios supone el 79 % del PIB de Utah. Cerca del 21 % del PIB del estado proviene de servicios comunitarios y personales. Este sector emplea a más de 423 000 personas. Los servicios financieros e inmobiliarios responden por cerca del 19 % del PIB, empleando aproximadamente a 132 000 personas. Salt Lake City es el principal centro financiero del estado, y uno de los principales centros financieros del Centro-Oeste estadounidense. El comercio al por mayor y al por menor responde por el 16 % del PIB del estado, y emplea aproximadamente a 293 000 personas. El turismo contribuye en gran medida en el sector comercial del estado, y es la principal fuente de renta de Utah. Una de las principales atracciones turísticas son las grandes cadenas de montañas propicias para la práctica del esquí, hecho que generó la construcción de diversos resorts de este deporte; otra gran atracción turística son las rocas que, debido a la acción de la erosión, fueron excavadas formando "puentes" rocosos, y el Gran Lago Salado —el mayor lago al oeste del río Misisipi, y que es más salado que el agua del mar. Debido a su gran contenido en sal, en las playas de este lago una persona flota con gran facilidad. Los servicios gubernamentales responden por el 14 % del PIB de Utah, empleando aproximadamente a 202 000 personas. Transportes, telecomunicaciones y servicios públicos emplean a cerca de 68 000 personas, y suponen el 9 % del PIB de Utah.

## Infraestructura

### Transporte y comunicación

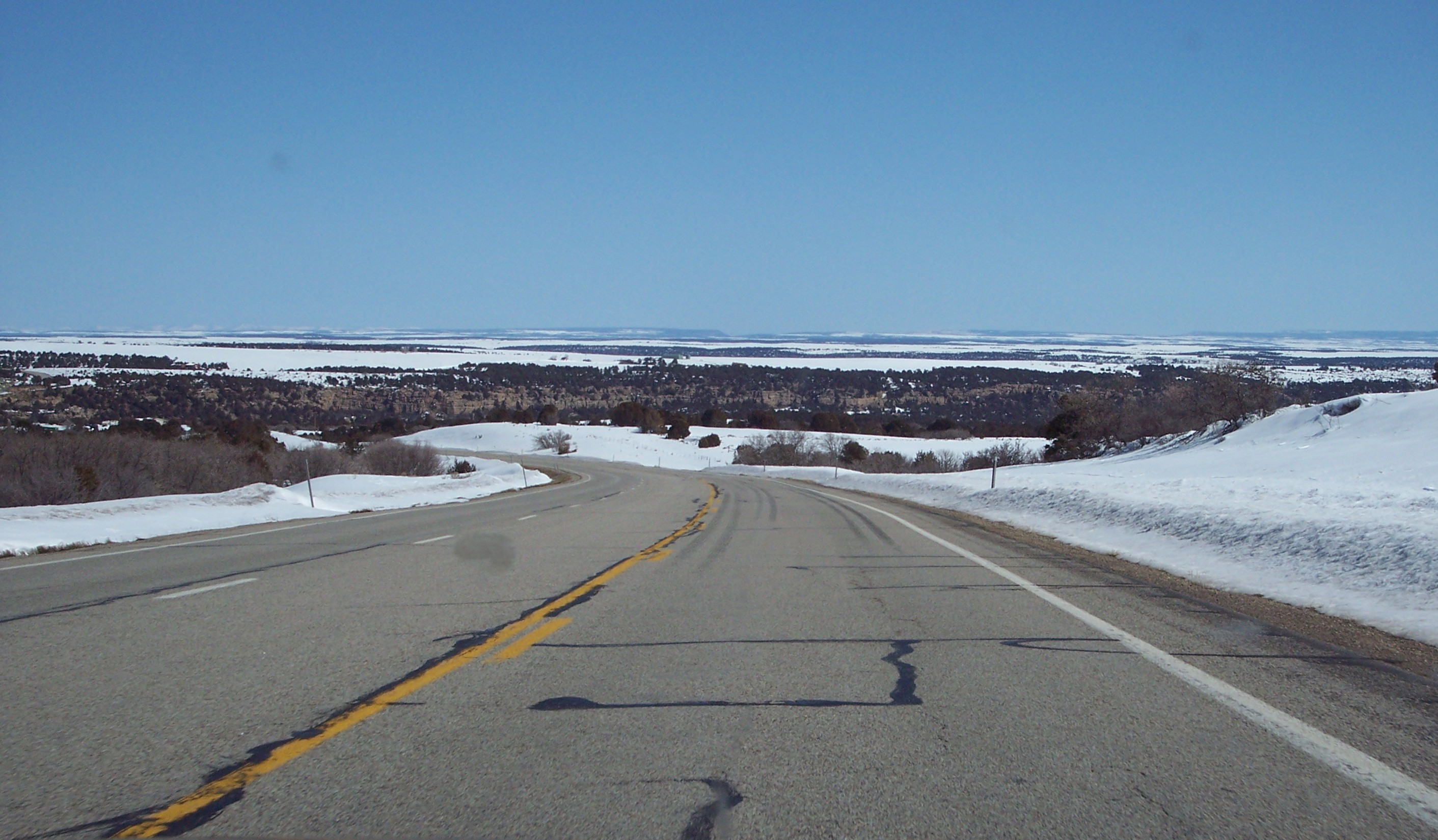
Ruta Federal 191 al norte de Blanding

En 1869, la inauguración de una vía férrea que conectaba Utah con otras regiones del país liberó la región de su anterior aislamiento geográfico y permitió que Utah pudiera prosperar económicamente. Actualmente, diez empresas ferroviarias prestan servicio de transporte de carga en el estado. En 2002, Utah poseía 2298 km de vías férreas, y Salt Lake City es el principal centro ferroviario del estado. Un sistema de tren ligero en el valle del Lago Salado, conocido como TRAX, consiste en dos líneas, finalizando ambas en el centro de la ciudad de Salt Lake City.
En 2003, el estado poseía 68 745 km de carreteras y autopistas, de las cuales 1513 km formaban parte de la Red de Autopistas Interestatales de Estados Unidos. La autopista interestatal 15 (I-15) es la principal en el estado, entrando desde Arizona atraviesa el estado de norte a sur, y se introduce en Idaho cerca de Portage. Esta autopista sirve a los principales centros demográficos del estado, uniendo a St. George y sus barrios residenciales (comúnmente conocidos como Dixie) y Cedar City, y luego atraviesa el Wasatch Front de norte a sur, por delante de ciudades como Provo, Orem, Sandy, West Jordan, Salt Lake City, Layton y Ogden.
El aeropuerto con más movimiento de Utah es el Aeropuerto Internacional de Salt Lake City.

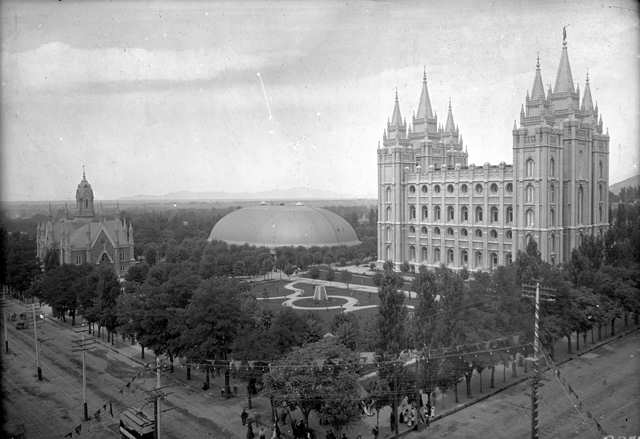
La Manzana del Templo en 1897.

## Cultura
En cierta forma, el patrimonio cultural y la herencia histórica de Utah nos remonta hasta las edades en que los dinosaurios habitaban la tierra; con su vida y su muerte, dejaron en el estado una gran cantidad de fósiles, que hacen de Utah un importante centro paleontológico que el estado intenta preservar con lugares como el Monumento Nacional Dinosaurio. Las antiguas culturas indígenas, como los anasazi y los indios fremonte, dejaron remanentes de su arte, vida y creencias dispersas a través del estado en petroglifos y ruinas de sus viviendas y lugares de culto. Esta herencia cultural se manifiesta en muchos actos festivos y acontecimientos culturales con temática histórica o religiosa a lo largo de todo el estado.
La herencia histórica de los mormones es indudable en el estado. Utah está plagado de lugares históricos y culturales mormones, que llevan a multitud de turistas hasta el estado. Entre las innumerables muestras de la historia mormona podemos destacar el Coro del Tabernáculo de la Manzana del Templo (Mormon Tabernacle Choir), una de las instituciones corales más prestigiosas del mundo, acompañado habitualmente por el famoso e impresionante órgano de 11 623 tubos. Quizás la más impresionante muestra de la herencia mormona la podemos ver en la Manzana del Templo, que, con entre 3 y 5 millones de visitantes anuales, la convierte en uno de los lugares más visitados del estado.
En el apartado de las artes escénicas, podemos destacar la temporada de ópera del Utah Festival Opera, que transcurre anualmente a partir de principios de julio hasta principios de agosto en el Ellen Eccles Theatre en Logan. En Park City, una de las principales ciudades turísticas de Utah (junto con Moab) se celebra Artstravaganza cada agosto con obras al aire libre y orquestas sinfónicas, el Park City International Music Festival, y el Festival de Cine de Sundance creado por Robert Redford en 1983 para dar una oportunidad a nuevos talentos a través del llamado cine independiente, lejos del mundo de Hollywood. Es el festival de cine independiente más importante del mundo.

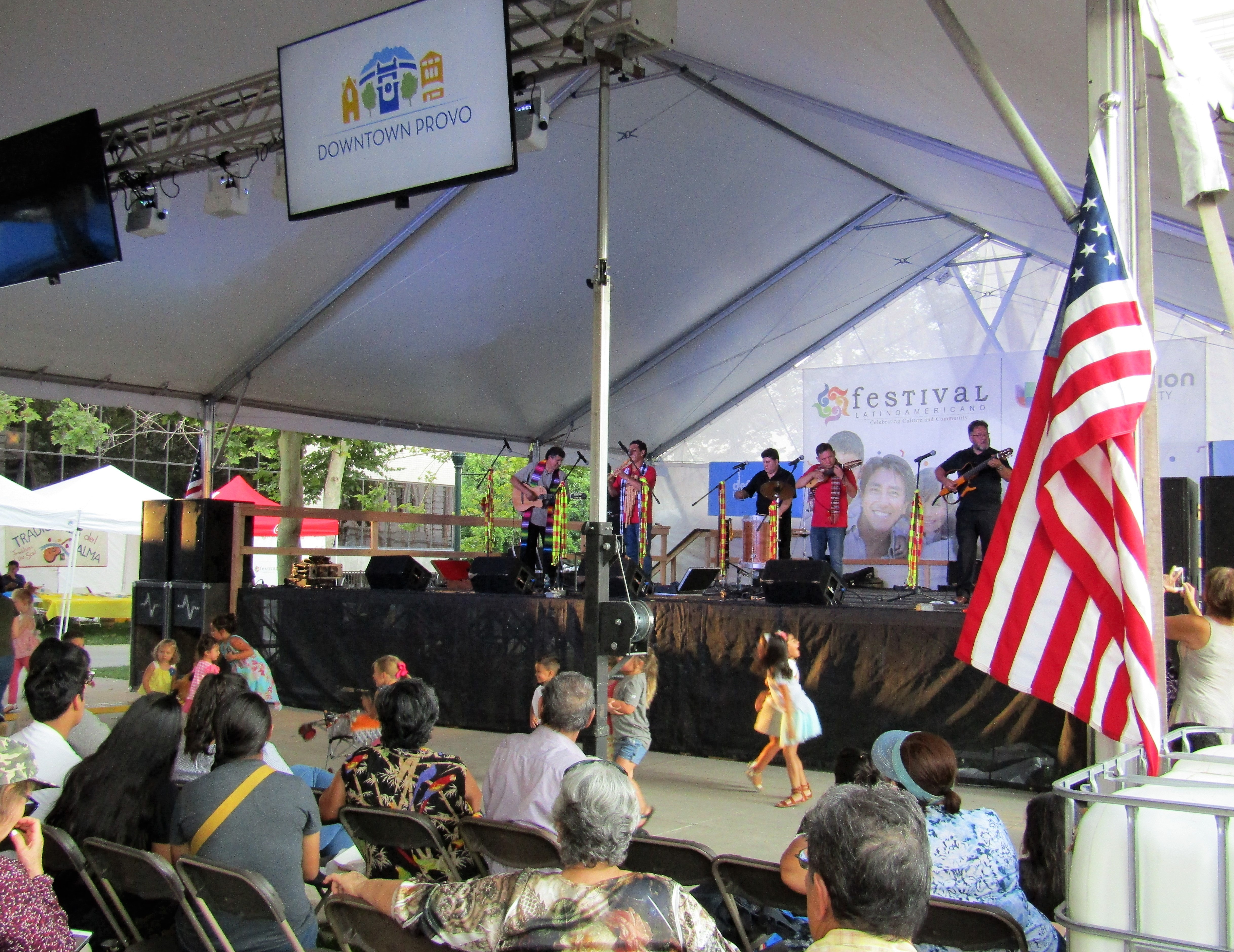
Festival latinoamericano en Utah

Como ejemplo de platos típicos de la gastronomía popular de Utah, podemos citar el fry sauce, un condimento a base de una parte de kétchup y dos partes de mahonesa que se sirve habitualmente con patatas fritas, o la ensalada jello hecha con gelatina condimentada, fruta y a veces zanahorias ralladas.

### Nativos y residentes famosos
Utah ha contado a lo largo de su historia con numerosos residentes o nativos famosos en el ámbito de la cultura, la ciencia y la política. Podemos citar, entre otros:
- John Amaechi - Jugador de baloncesto de los Utah Jazz (2001-2003), comentarista deportivo y activista político. En febrero de 2007, Amaechi se convirtió en el primer jugador de la NBA en manifestar de manera voluntaria y pública su homosexualidad.
- Hal Ashby - director de cine, y ganador de un Óscar al mejor montaje por su trabajo en En el calor de la noche.
- Ezra Taft Benson - Decimotercer presidente de la Iglesia de Jesucristo de los Santos de los Últimos Días desde noviembre de 1985 hasta su muerte en mayo de 1994 y ministro de Agricultura estadounidense durante los dos mandatos del presidente Dwight D. Eisenhower.
- Nolan Bushnell - Fundador de Atari.
- Orson Scott Card - Escritor de ciencia ficción y otros géneros literarios. Su obra más conocida es El juego de Ender. Aunque nació en el estado de Washington, se crio en Utah.
- Neal Cassady - Icono de la generación beat de los años 1950 y del movimiento psicodélico de los años 1960, conocido principalmente por ser retratado, bajo el nombre de Dean Moriarty, en la clásica novela de Jack Kerouac En el camino.
- Philo Farnsworth - Inventor la primera televisión totalmente electrónica.

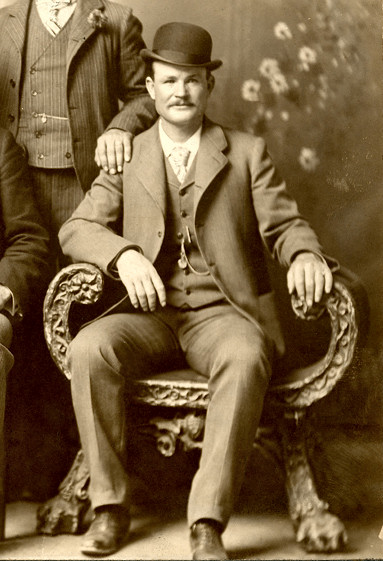
Robert LeRoy Parker, conocido mundialmente como Butch Cassidy, famoso forajido nacido en Beaver (Utah).

- Harvey Fletcher - Físico. Conocido principalmente por la invención del audífono y del audiómetro. También conocido con el "padre del sonido estereofónico".
- Gordon B. Hinckley - Decimoquinto presidente de la Iglesia de Jesucristo de los Santos de los Últimos Días desde marzo de 1995 hasta su muerte en enero de 2008.
- Tracy Hickman - Escritor. Autor de novela fantástica, conocido por su trabajo en la serie Dragonlance.
- John D. Lee- Miembro prominente de la Iglesia de Jesucristo de los Santos de los Últimos Días, granjero, empresario exitoso, obispo, colonizador y el único enjuiciado y sentenciado por la masacre de Mountain Meadows.
- Todos los miembros del grupo The Used.
- Kim Peek - Famoso Savant que inspiró el personaje de Dustin Hoffman en la película Rain Man.
- Robert Redford - Actor y director de cine, ganador de los premios Óscar y Globo de Oro (aunque nacido en California, reside en Utah).
- Brent Scowcroft - Consejero de Seguridad Nacional de los presidentes Gerald Ford y George H. W. Bush.
- Wallace Stegner - Historiador, novelista, escritor de relatos breves y ambientalista, frecuentemente llamado "el decano de los escritores del Oeste".
- John Stockton - Jugador de baloncesto de la NBA (retirado). Considerado uno de los mejores bases de todos los tiempos, pasó toda su carrera como profesional en los Utah Jazz.
- Mack Swain - Actor de cine mudo y de vodevil.
- James Woods - Conocido actor nominado a los premios Óscar y que ha recibido tres Premios Emmy.
- Loretta Young - Actriz ganadora de un Óscar a la mejor actriz en 1947 por su papel en Un destino de mujer.
- Steve Young - Jugador de fútbol americano, miembro del Salón de la Fama como quarterback. Nacido en Salt Lake City, jugó casi toda su carrera en los San Francisco 49ers. Es descendiente directo de Brigham Young.
- David Zabriskie - Ciclista, fue medalla de plata en la prueba contrarreloj del Campeonato mundial de ciclismo en ruta en 2006.

### Medios de comunicación
El primer periódico de Utah fue el Deseret News, publicado en 1850, y todavía se encuentra en circulación. Otro periódico importante es el Salt Lake Tribune. La primera estación de radio del estado fue fundada en 1922, y la primera estación de televisión en 1948, ambas en Salt Lake City, y también ambas todavía operativas.

### Símbolos del estado
- Animal: Ciervo canadiense (Cervus canadensis), desde 1971.
- Pájaro: Gaviota de California (Larus californicus), desde 1955.
- Pez: Trucha de garganta cortada (Oncorhynchus clarkii,), desde 1997.
- Flor: Calochortus nuttallii, desde 1911.
- Fruta: Cereza (Prunus cerasus y Prunus avium), desde 1997.
- Gema: Topacio, desde 1969.
- Insecto: Abeja europea o melífera (Apis mellifera), desde 1983.
- Vegetal: Cebolla dulce española (Allium cepa), desde 2002.
- Árbol: Picea azul (Picea pungens), desde 1933.[85]

## Deporte

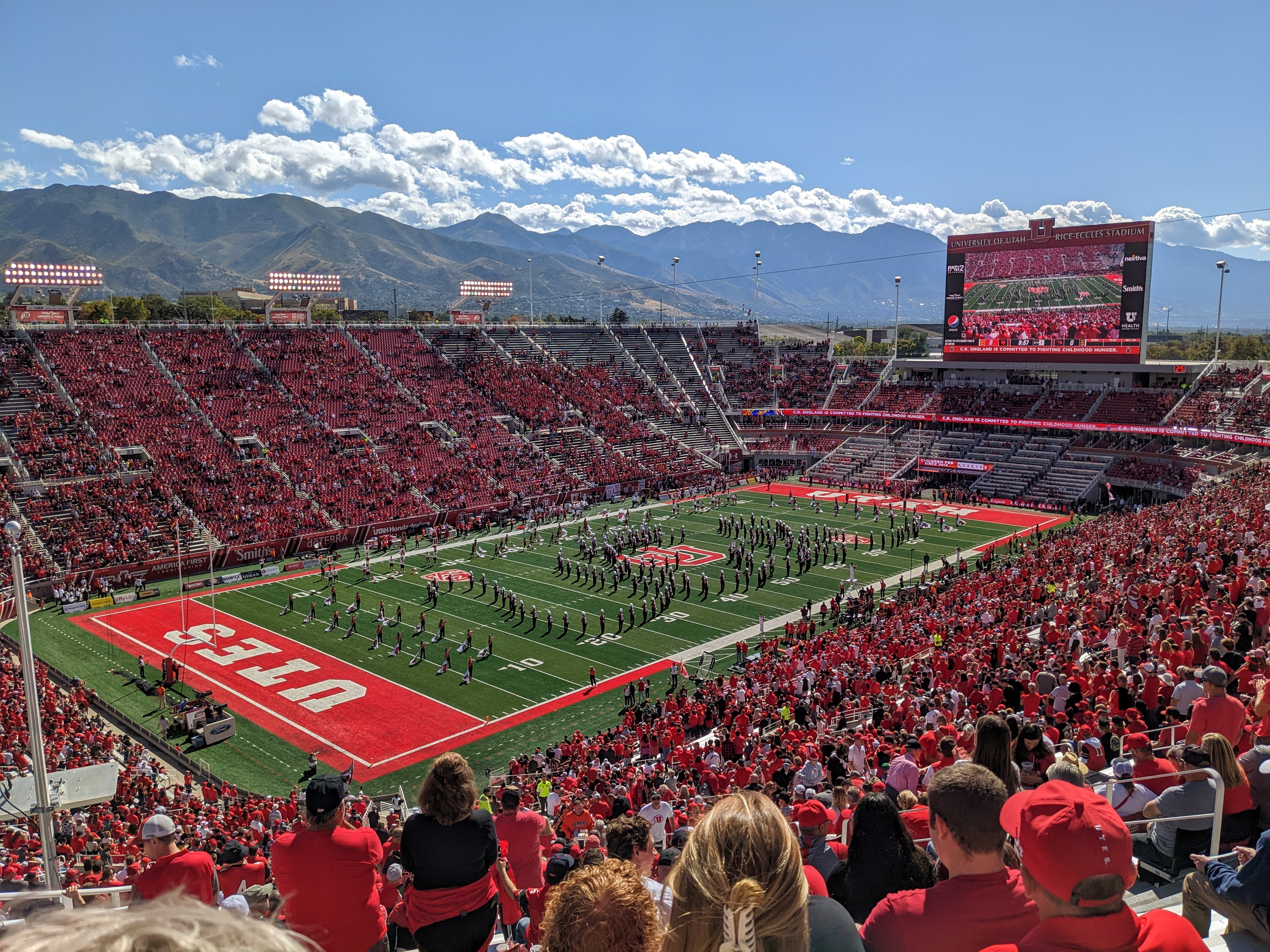
El Estadio Rice-Eccles con capacidad para 51000 espectadores es usado para la práctica de fútbol americano, fútbol y otros deportes

El equipo de baloncesto de la NBA, los Utah Jazz, juegan en la cancha del Vivint Smart Home Arena (antes denominado EnergySolutions Arena) en Salt Lake City. Utah es el estado estadounidense con menor población que tiene una franquicia en una de las llamadas «Grandes Ligas» de deporte profesional de los Estados Unidos, aunque el Distrito de Columbia tiene menor población. 
En cuanto a deporte universitario, los BYU Cougars han ganado el campeonato nacional de fútbol americano en 1984 y triunfaron en el Cotton Bowl en la temporada 1983. Otros equipos del estado son los Utah Utes, los Utah State Aggies y los Weber State Wildcats.
La estación de esquí de Park City acoge competiciones internacionales de deportes de invierno, sobre todo de esquí alpino, y fue una de las sedes de los Juegos Olímpicos de Invierno de 2002.
El Real Salt Lake de la Major League Soccer se fundó en 2005 y juega sus partidos como local en el Río Tinto Stadium (ahora conocido como America First Field en Sandy. RSL sigue siendo el único equipo deportivo de la liga mayor de Utah que ha ganado un campeonato nacional, tras conquistar la Copa MLS en 2009. RSL cuenta actualmente con tres equipos adultos, además del equipo de la MLS. El Real Monarchs, que compite en el tercer nivel de la MLS Next Pro, es el equipo reserva oficial de RSL. El equipo comenzó a jugar en la temporada 2015 en el Estadio Río Tinto, permaneciendo allí hasta trasladarse al Estadio Zions Bank, situado en el centro de entrenamiento de RSL en Herriman, para la temporada 2018 y posteriores.
El Utah Royals FC, que comparte propiedad con RSL y también juega en el América First Field, ha jugado en la National Women's Soccer League, el máximo nivel del fútbol femenino de EE. UU, desde 2018. Antes de la creación de los Royals, el principal equipo femenino de RSL había sido el Real Salt Lake Women, que comenzó a jugar en la Women's Premier Soccer League en 2008 y pasó a la United Women's Soccer en 2016. El RSL Women juega actualmente en la Utah Valley University de Orem.
Además, desde 2017 cuenta con los Utah Warriors que compiten en la Major League Rugby.